# Tubarão-branco
O tubarão-branco, tubarão-anequim, cação-anequim ou cação-branco (nome científico: Carcharodon carcharias) é uma espécie de grande lamniforme que pode ser encontrada nas águas superficiais costeiras de todos os principais oceanos. É notável por seu tamanho, com indivíduos do sexo feminino maiores crescendo até 6,1 metros (20 pés) de comprimento e 1 905–2 268 quilos (4 200–5 000 libras) de peso na maturidade. No entanto, a maioria é menor; os machos medem 3,4 a 4,0 metros (11 a 13 pés), e as fêmeas medem 4,6 a 4,9 metros (15 a 16 pés) em média.
De acordo com um estudo de 2014 a expectativa de vida dos tubarões-brancos é estimada em 70 anos ou mais, bem acima das estimativas anteriores, tornando-o um dos peixes cartilaginosos de vida mais longa atualmente conhecidos. De acordo com o mesmo estudo os tubarões-brancos machos levam 26 anos para atingir a maturidade sexual, enquanto as fêmeas levam 33 anos para estarem prontas para produzir descendentes. Os tubarões-brancos podem nadar a velocidades de 25 km/h (16 mph) para rajadas curtas e a profundidades de 1 200 metros (3 900 pés).
O tubarão-branco é considerado o maior predador do oceano, contudo a orca bem como o tubarão branco já foram diversas vezes flagrados predando uns aos outros. É indiscutivelmente o maior peixe macropredatório existente no mundo e é um dos principais predadores de mamíferos marinhos, até o tamanho de grandes baleias de barbatanas. 
Este tubarão também é conhecido por caçar uma variedade de outros animais marinhos, incluindo peixes e aves marinhas. É a única espécie sobrevivente conhecida de seu gênero Carcharodon e é responsável por mais incidentes registrados de mordidas humanas do que qualquer outro tubarão. A espécie enfrenta inúmeros desafios ecológicos que resultaram em proteção internacional. A União Internacional para a Conservação da Natureza lista o tubarão-branco como uma espécie vulnerável, e está incluído no Apêndice II da Convenção sobre o Comércio Internacional das Espécies Silvestres Ameaçadas de Extinção (CITES). Também é protegido por vários governos nacionais, como a Austrália (a partir de 2018).
Devido à necessidade de viajar longas distâncias para migração sazonal e dieta extremamente exigente não é logisticamente viável manter grandes tubarões-brancos em cativeiro, e embora tenham sido feitas tentativas no passado não há aquários conhecidos no mundo que abriguem um espécime vivo.
O romance Tubarão de Peter Benchley e sua subsequente adaptação cinematográfica de Steven Spielberg retrataram o tubarão-branco como um feroz devorador de homens. Os humanos não são a presa preferida dele, mas o tubarão-branco é, no entanto, responsável pelo maior número de ataques de tubarão não provocados fatais relatados e identificados em humanos, embora isso aconteça muito raramente (normalmente menos de 10 vezes por ano globalmente).

## Taxonomia
O tubarão-branco é a única espécie existente reconhecida no gênero Carcharodon, e é uma das cinco espécies existentes pertencentes à família dos lamnídeos (Lamnidae). Outros membros desta família incluem os tubarões-mako (Isurus), Lamna nasus e tubarão-salmão. A família, por sua vez, pertence à ordem dos lamniformes.

### Etimologia e evolução nomenclatural

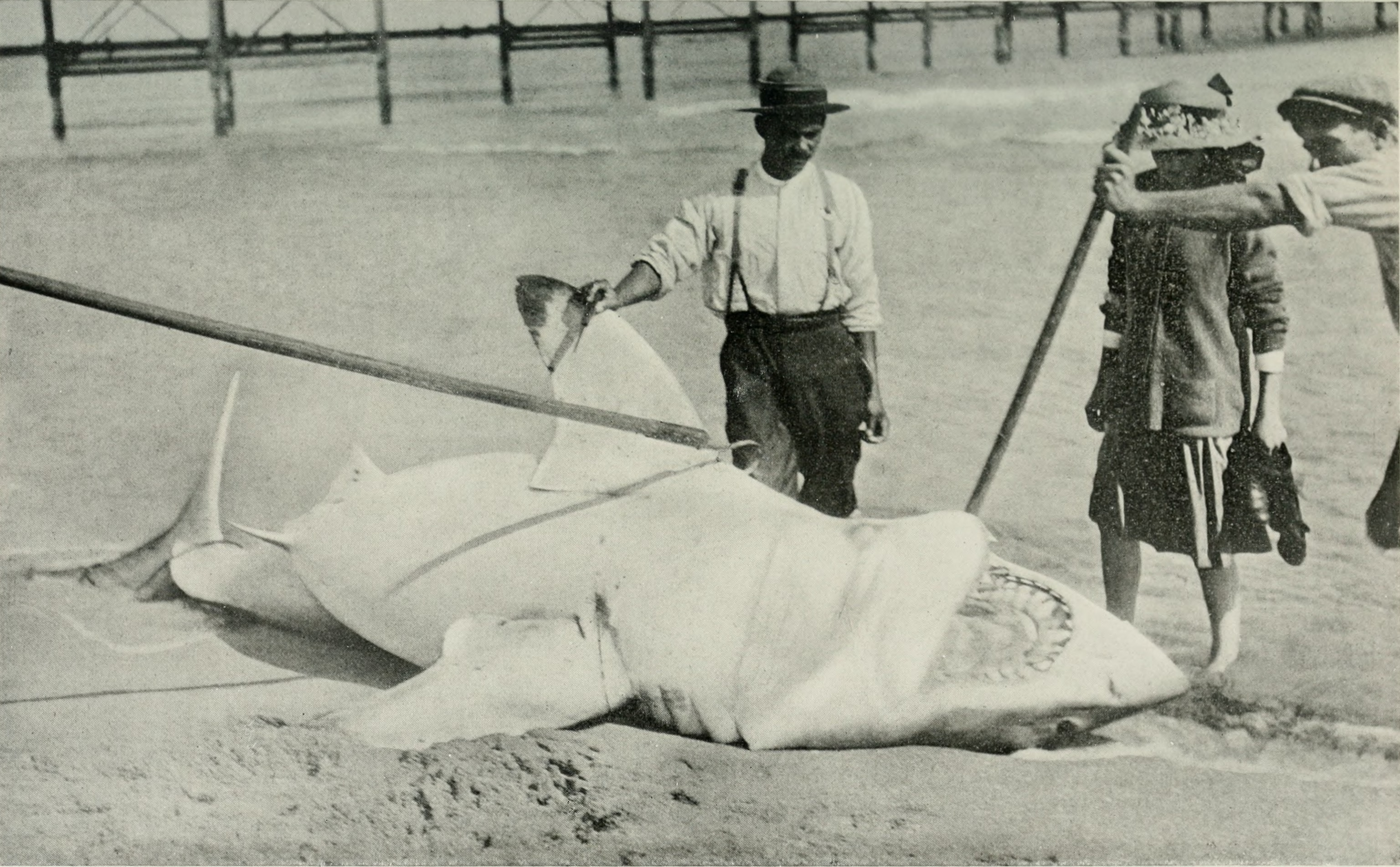
O nome grande-tubarão-branco provavelmente vem do tamanho do tubarão, bem como da parte inferior branca exposta em tubarões encalhados

Acredita-se que o nome tubarão-branco e sua variante australiana ponteiro-branco vieram da parte inferior branca do tubarão, uma característica mais perceptível em tubarões encalhados deitados de cabeça para baixo com suas barrigas expostas. No inglês, o uso coloquial favorece o nome grande-tubarão-branco, talvez porque "grande" enfatiza o tamanho e a destreza da espécie. Outra razão pode ser que tubarão-branco era um termo historicamente usado para descrever o tubarão-galha-branca-oceânico (Carcharhinus longimanus) e, portanto, sendo muito maior que o último, foi nomeado “grande” porque a parte “branca” de seu nome era já usado para outro tubarão, que foi posteriormente referido como o tubarão-branco-menor. A maioria dos cientistas prefere tubarão-branco, devido ao fato de que o nome tubarão-branco-menor não é mais usado. Alguns usam tubarão-branco para se referir a todos os membros dos lamnídeos.
O nome científico do gênero Carcharodon significa literalmente "dente irregular", uma referência às grandes serrilhas que aparecem nos dentes do tubarão. Dividido, é uma junção de duas palavras gregas antigas. O prefixo carchar- é derivado de κάρχαρος (kárkharos), que significa "dentado" ou "afiado". O sufixo -odon é uma romanização de ὀδών (odṓn), a que se traduz em "dente". O nome específico carcharias é uma latinização de καρχαρίας (karkharías), a palavra grega antiga para tubarão. O tubarão-branco foi uma das espécies originalmente descritas por Carlos Lineu em sua 10.ª edição do Systema Naturae de 1758, na qual foi identificado como um anfíbio e recebeu o nome científico Squalus carcharias, sendo Squalus o gênero em que colocou todos os tubarões. Na década de 1810, foi reconhecido que o tubarão deveria ser colocado em um novo gênero, mas não foi até 1838, quando Andrew Smith cunhou o nome Carcharodon como o novo gênero.
Houve algumas tentativas de descrever e classificar o tubarão-branco antes de Lineu. Uma de suas primeiras menções na literatura como um tipo distinto de animal aparece no livro de Pierre Belon de 1553 De aquatilibus duo, cum eiconibus ad vivam ipsorum effigiem quoad ejus fieri potuit, ad amplissimum cardinalem Castilioneum. Nele, ilustrou e descreveu o tubarão sob o nome de Canis carcharias com base na natureza irregular de seus dentes e suas supostas semelhanças com os cães.[a] Outro nome usado para o grande branco nessa época foi Lamia, cunhado pela primeira vez por Guillaume Rondelet em seu livro de 1554 Libri de Piscibus Marinis, que também o identificou como o peixe que engoliu o profeta Jonas nos textos bíblicos. Lineu reconheceu ambos os nomes como classificações anteriores.

### Ancestral fóssil
Estudos de relógio molecular publicados entre 1988 e 2002 determinaram que o parente vivo mais próximo do grande branco são os tubarões-mako do gênero Isurus, que divergiram em algum momento entre 60 a 43 milhões de anos atrás. O rastreamento dessa relação evolutiva por meio de evidências fósseis, no entanto, permanece sujeito a mais estudos paleontológicos. A hipótese original da origem do tubarão-branco sustentava que é descendente de uma linhagem do gênero Otodus, e está intimamente relacionado com o megalodonte pré-histórico. Esses tubarões eram consideravelmente grandes em tamanho, com megalodonte atingindo um comprimento estimado de até 14,2–16 metros (47–52 pés). Semelhanças entre os dentes de tubarões-brancos e Otodus, como grandes formas triangulares, lâminas serrilhadas e a presença de bandas dentárias, levaram à evidência primária de uma estreita relação evolutiva. Como resultado, os cientistas classificaram as formas antigas no gênero Carcharodon. Embora existissem fraquezas na hipótese, como a incerteza sobre exatamente quais espécies evoluíram para o tubarão-branco moderno e várias lacunas no registro fóssil, os paleontólogos conseguiram traçar a linhagem hipotética de um tubarão de 60 milhões de anos conhecido como Cretalamna como o ancestral comum de todos os tubarões dentro do lamnídeos.

Evolução ilustrada C. hastalis a C. carcharias

No entanto, entende-se agora que o tubarão-branco mantém laços mais estreitos com os tubarões-mako e é descendente de uma linhagem separada como uma cronoespécie não relacionada aos Otodus. Isso foi comprovado com a descoberta de uma espécie de transição que conectou o tubarão-branco a um tubarão não serrilhado conhecido como Carcharodon hastalis. Esta espécie de transição, que foi nomeada Carcharodon hubbelli em 2012, demonstrou um mosaico de transições evolutivas entre o tubarão-branco e C. hastalis, ou seja, o aparecimento gradual de serrilhas, em um período de 8 a 5 milhões de anos atrás. A progressão de C. hubbelli caracterizou a mudança de dietas e nichos; por 6,5 milhões de anos atrás, as serrilhas foram desenvolvidas o suficiente para C. hubbelli lidar com mamíferos marinhos. Embora tanto o tubarão-branco quanto o C. hastalis fossem conhecidos em todo o mundo, C. hubbelli é encontrado principalmente na Califórnia, Peru, Chile e nos depósitos costeiros circundantes, indicando que o tubarão-branco teve origens no Pacífico. C. hastalis continuou a prosperar ao lado do tubarão-branco até sua última aparição cerca de um milhão de anos atrás e acredita-se que possivelmente gerou várias espécies adicionais, incluindo Carcharodon subserratus e Carcharodon plicatilis.

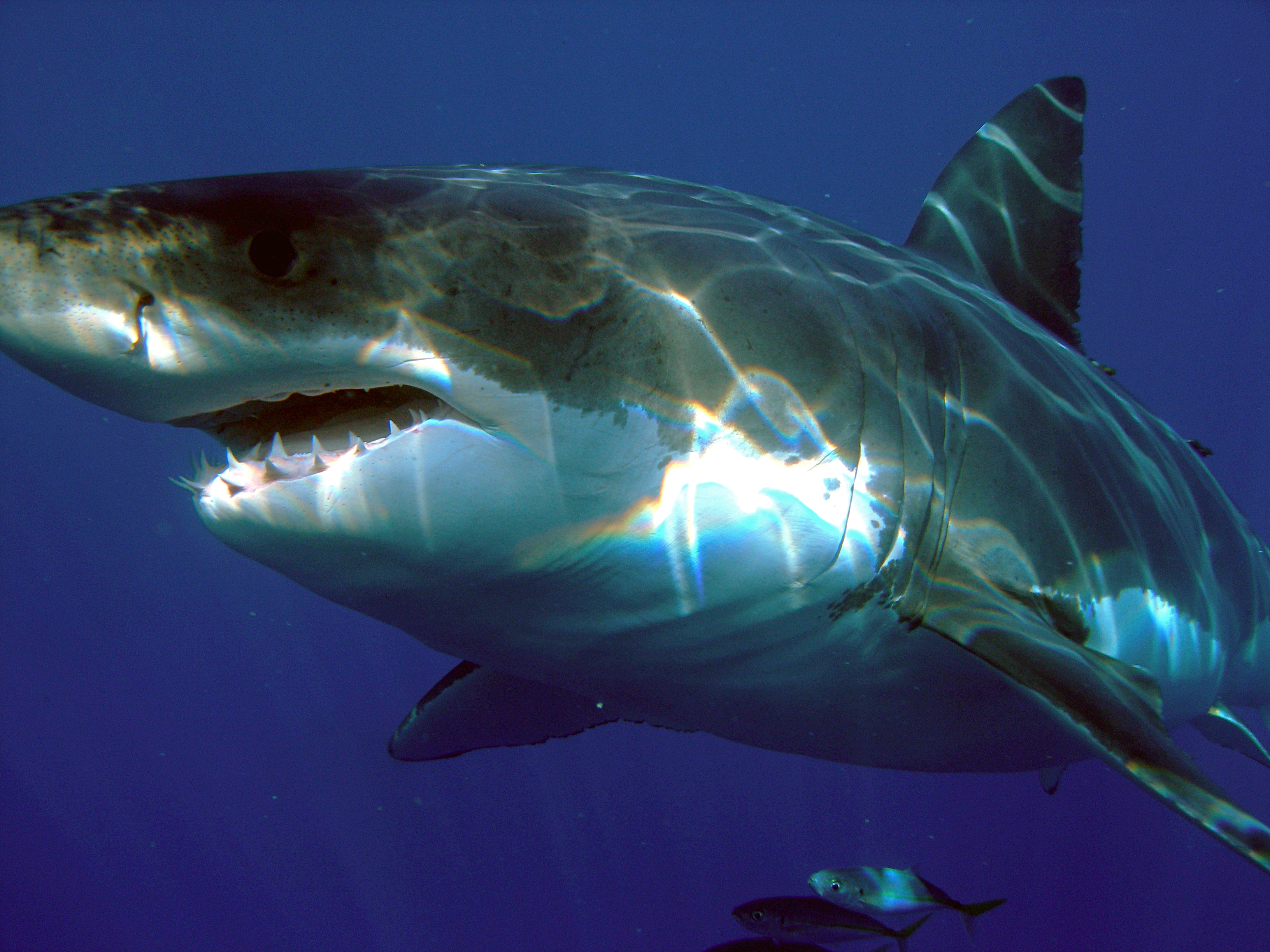
O tubarão-branco vive sobre as zonas de plataforma continental, perto das costas, onde a água é menos profunda

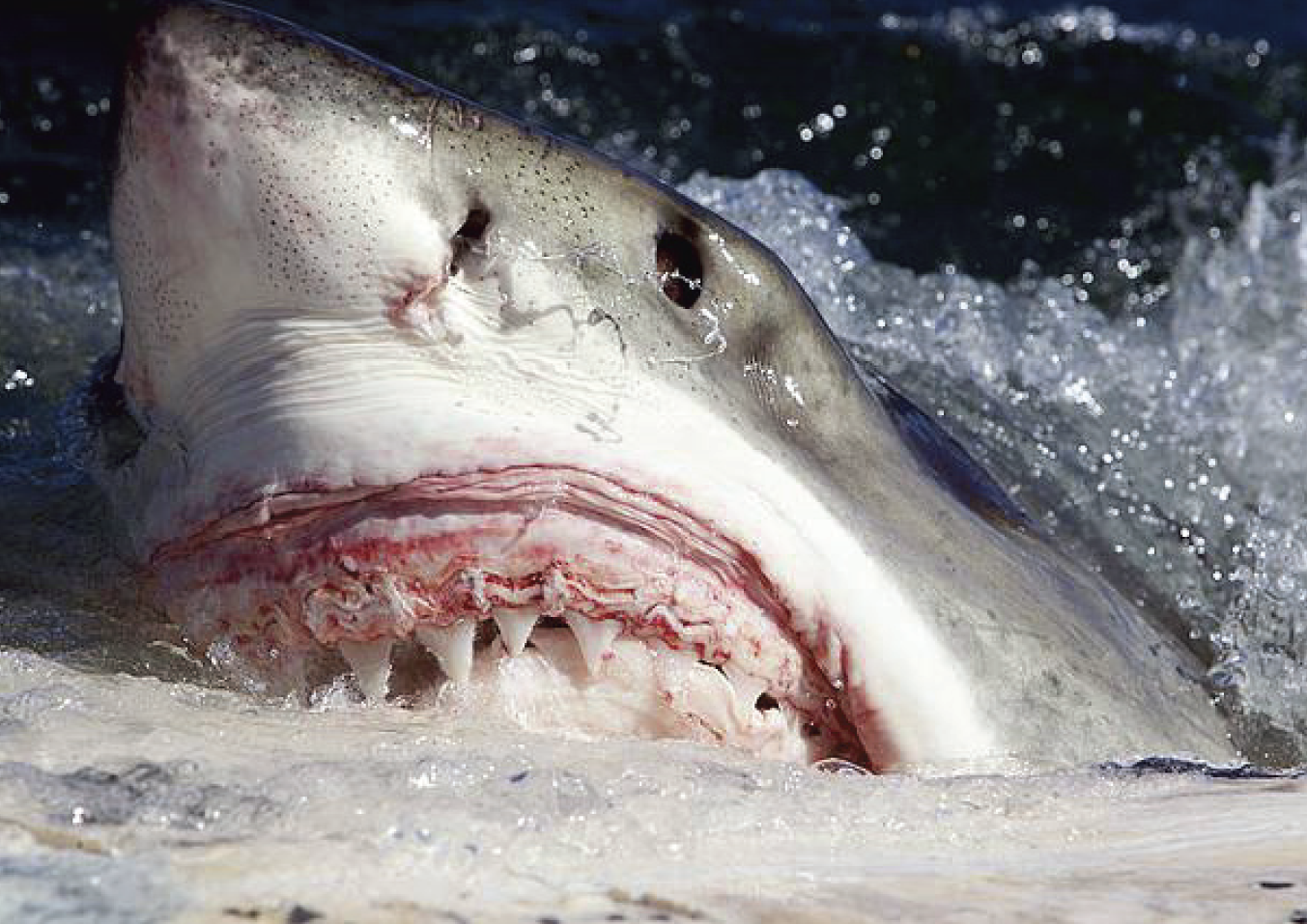
Os dentes de um tubarão-branco adulto

No entanto, Yun argumentou que os restos fósseis de dentes de C. hastalis e tubarão-branco "foram documentados a partir dos mesmos depósitos, portanto, o primeiro não pode ser um ancestral cronoespecífico do último." Também criticou que o C. hastalis "o morfotipo nunca foi testado por meio de análises filogenéticas", e denota que a partir de 2021, o argumento de que a linhagem Carcharodon moderna com dentes estreitos e serrilhados evoluiu de C. hastalis com dentes largos e não serrilhados é incerto. Traçando além do C. hastalis, outra hipótese predominante propõe que as linhagens do tubarão-branco e do mako compartilhavam um ancestral comum em uma espécie primitiva semelhante ao mako. A identidade deste ancestral ainda é debatida, mas uma espécie potencial inclui Isurolamna inflata, que viveu entre 65 a 55 milhões de anos atrás. Supõe-se que as linhagens do tubarão-branco e do mako se separaram com o surgimento de dois descendentes separados, com o que representa a linhagem do tubarão-branco sendo Macrorhizodus praecursor.

## Descrição e habitat
Os tubarões-brancos vivem em quase todas as águas costeiras e de mar aberto que têm temperatura da água entre 12 e 24 °C (54 e 75 °F), com maiores concentrações nos Estados Unidos (Nordeste e Califórnia), África do Sul, Japão, Oceania, Chile e o mar Mediterrâneo, incluindo o mar de Mármara e Bósforo. Uma das populações mais densas conhecidas é encontrada em torno de Gansbaai, África do Sul. É um peixe epipelágico, observado principalmente na presença de caça rica, como focas (Arctocephalus ssp.) leões-marinhos, cetáceos, outros tubarões e grandes espécies de peixes ósseos. Em mar aberto, foi registrado em profundidades de até 1 200 metros (3 900 pés). Essas descobertas desafiam a noção tradicional de que o tubarão-branco é uma espécie costeira.
De acordo com um estudo recente, os tubarões-brancos da Califórnia migraram para uma área entre a península da Baixa Califórnia e o Havaí, conhecida como café do tubarão-branco, para passar pelo menos 100 dias antes de migrar de volta para Baixa Califórnia. Na viagem, nadam lentamente e mergulham até cerca de 900 metros (3 000 pés). Depois de chegar, mudam de comportamento e fazem mergulhos curtos de cerca de 300 metros (980 pés) por até dez minutos. Outro tubarão-branco que foi marcado na costa sul-africana nadou até a costa sul da Austrália e voltou no mesmo ano. Um estudo semelhante rastreou um tubarão-branco diferente da África do Sul nadando até a costa noroeste da Austrália e voltando, uma jornada de 20 mil quilômetros (12 mil milhas; 11 mil milhas náuticas) em menos de nove meses. Essas observações argumentam contra as teorias tradicionais de que os tubarões-brancos são predadores territoriais costeiros e abrem a possibilidade de interação entre populações de tubarões que antes se pensava serem discretas. As razões de sua migração e o que fazem em seu destino ainda são desconhecidas. As possibilidades incluem alimentação sazonal ou acasalamento.

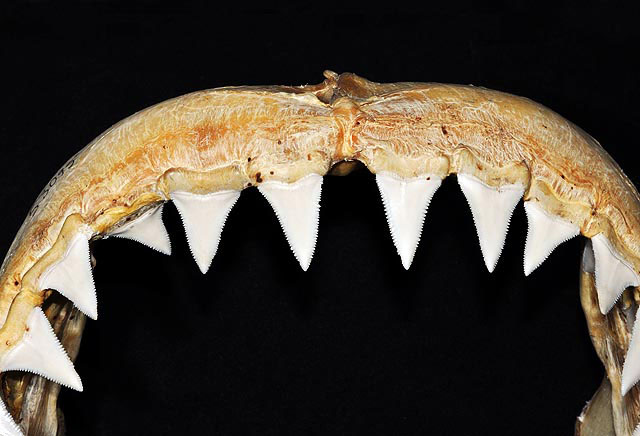
Dentes superiores

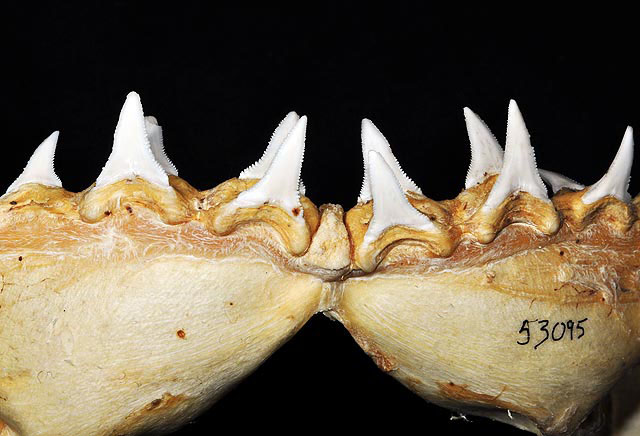
Dentes inferiores

No Atlântico Noroeste, as populações de tubarões-brancos na costa da Nova Inglaterra foram quase erradicadas devido à pesca excessiva. Nos últimos anos, as populações cresceram muito, em grande parte devido ao aumento das populações de focas em cabo Cod, Massachussetes, desde a promulgação da Lei de Proteção de Mamíferos Marinhos em 1972. Atualmente, muito pouco se sabe sobre os padrões de caça e movimento dos tubarões-brancos em cabo Cod, mas estudos em andamento esperam oferecer informações sobre essa crescente população de tubarões. A Divisão de Pesca Marinha de Massachussetes (parte do Departamento de Pesca e Caça) iniciou um estudo populacional em 2014; desde 2019, esta pesquisa se concentrou em como os humanos podem evitar conflitos com tubarões. Um estudo de 2018 indicou que os tubarões-brancos preferem se reunir nas profundezas dos redemoinhos anticiclônicos no Oceano Atlântico Norte. Os tubarões estudados tendiam a favorecer os redemoinhos de água quente, passando as horas do dia a 450 metros e vindo à superfície à noite.

## Anatomia e aparência
O tubarão-branco tem um focinho robusto, grande e cônico. Os lobos superior e inferior da barbatana caudal são aproximadamente do mesmo tamanho, o que é semelhante a alguns lamniformes. Um tubarão-branco apresenta contra-sombreamento, por ter uma parte inferior branca e uma área dorsal cinza (às vezes em um tom marrom ou azul) que dá uma aparência geral mosqueada. A coloração torna difícil à presa identificar o tubarão porque quebra o contorno do tubarão quando visto de lado. De cima, o tom mais escuro se mistura com o mar e de baixo expõe uma silhueta mínima contra a luz do sol. O leucismo é extremamente raro nesta espécie, mas foi documentado em um tubarão-branco (um filhote que apareceu na costa da Austrália e morreu). Os grandes tubarões-brancos, como muitos outros tubarões, têm fileiras de dentes serrilhados atrás dos principais, prontos para substituir qualquer um que se quebre. Quando o tubarão morde, balança a cabeça de um lado para o outro, ajudando os dentes a cortar grandes pedaços de carne. Os tubarões-brancos, como outros lamniformes, têm olhos maiores do que outras espécies de tubarões em proporção ao tamanho do corpo. A íris do olho é de um azul profundo em vez de preto.

### Tamanho
Nos tubarões-brancos o dimorfismo sexual está presente e as fêmeas são geralmente maiores que os machos. Os brancos masculinos medem em média 3,4 a 4,0 metros (11 a 13 pés) de comprimento, enquanto as fêmeas medem 4,6 a 4,9 metros (15 a 16 pés). Os adultos desta espécie pesam em média 522–771 quilos (1 151–1 700 libras); no entanto, as fêmeas maduras podem ter uma massa média de 680–1 110 quilos (1 500–2 450 libras). As maiores fêmeas registradas mediam até 6,1 metros (20 pés) de comprimento e tinham um peso estimado de 1 905 quilos (4 200 libras), talvez até 2 268 quilos (cinco mil libras). O tamanho máximo está sujeito a debate porque alguns relatórios são estimativas aproximadas ou especulações realizadas em circunstâncias questionáveis. Entre os peixes cartilaginosos vivos, apenas o tubarão-baleia (Rhincodon typus), o tubarão-frade (Cetorhinus maximus) e a jamanta (Manta birostris), nessa ordem, são em média maiores e mais pesadas. Essas três espécies são geralmente bastante dóceis em disposição e passivamente filtram organismos muito pequenos. Isso torna o tubarão-branco o maior peixe macropredatório existente. Os tubarões-brancos têm cerca de 1,2 metro (3,9 pés) quando nascem e crescem cerca de 25 centímetros (9,8 polegadas) a cada ano.
De acordo com J. E. Randall, o maior tubarão-branco medido de forma confiável foi um indivíduo de 5,94 metros (19,5 pés) relatado em Ledge Point, Austrália Ocidental, em 1987. Outro espécime de tamanho semelhante foi verificado pelo Centro de Pesquisa Canadense de Tubarão: uma fêmea capturada por David McKendrick de Alberton, Ilha do Príncipe Eduardo, em agosto de 1988 no Golfo de São Lourenço, próximo à Ilha do Príncipe Eduardo. Este tubarão-branco fêmea tinha 6,1 metros (20 pés) de comprimento. No entanto, houve um relatório considerado confiável por alguns especialistas no passado, de um espécime maior de tubarão-branco de Cuba em 1945. Este espécime teria 6,4 metros (21 pés) de comprimento e uma massa corporal estimada em 3 324 (7 328 libras). No entanto, estudos posteriores também revelaram que este espécime em particular tinha na verdade cerca de 4,9 metros (16 pés) de comprimento, um espécime na faixa média de tamanho máximo. O maior tubarão-branco reconhecido pela International Game Fish Association (IGFA) é um capturado por Alf Dean nas águas do sul da Austrália em 1959, pesando 1 208 quilo (2 663 libras).

### Exemplos de tubarões-brancos grandes não confirmados
Uma série de grandes espécimes de tubarão-branco não confirmados foram registrados. Durante décadas, muitos trabalhos ictiológicos, bem como o Guinness Book of World Records, listaram dois grandes tubarões-brancos como os maiores indivíduos: na década de 1870, um exemplar de 10,9 metros (36 pés) capturado nas águas do sul da Austrália, perto de Port Fairy, e outro de 11,3 metros (37 pés) preso em um açude de arenque em Nova Brunsvique, Canadá, na década de 1930. No entanto, essas medidas não foram obtidas de maneira rigorosa e cientificamente válida, e os pesquisadores questionaram a confiabilidade dessas medidas por muito tempo, observando que eram muito maiores do que qualquer outro avistamento relatado com precisão. Estudos posteriores provaram que essas dúvidas eram bem fundamentadas. Este tubarão de Nova Brunsvique pode ter sido um tubarão-frade mal identificado, pois os dois têm formas corporais semelhantes. A questão do tubarão de Port Fairy foi resolvida na década de 1970, quando J. E. Randall examinou as mandíbulas do tubarão e "descobriu que o tubarão de Port Fairy tinha cerca de 5 metros (16 pés) de comprimento e sugeriu que um erro havia sido cometido no registro original, em 1870, do comprimento do tubarão".
Embora essas medidas não tenham sido confirmadas, alguns tubarões-brancos capturados nos tempos modernos foram estimados em mais de 7 metros (23 pés) de comprimento, mas essas alegações receberam algumas críticas. No entanto, J. E. Randall acreditava que o tubarão-branco pode ter excedido 6,1 metros (20 pés) de comprimento. Um tubarão-branco foi capturado perto da ilha dos Cangurus na Austrália em 1 de abril de 1987. Este tubarão foi estimado em mais de 6,9 metros (23 pés) de comprimento por Peter Resiley, e foi designado como KANGA. Outro exemplar foi capturado em Malta por Alfredo Cutajar em 16 de abril de 1987. Este tubarão também foi estimado em cerca de 7,13 metros (23,4 pés) de comprimento por John Abela e foi designado como MALTA. No entanto, Cappo atraiu críticas porque usou métodos de estimativa de tamanho de tubarão propostos por J. E. Randall para sugerir que o espécime KANGA tinha 5,8–6,4 metros (19–21 pés) de comprimento. De forma semelhante, I. K. Fergusson também usou métodos de estimativa de tamanho de tubarão propostos por J. E. Randall para sugerir que o espécime de MALTA tinha 5,3–5,7 metros (17–19 pés) de comprimento. No entanto, evidências fotográficas sugeriram que esses espécimes eram maiores do que as estimativas de tamanho obtidas pelos métodos de Randall. Assim, uma equipe de cientistas – H. F. Mollet, G. M. Cailliet, A. P. Klimley, D. A. Ebert, A. D. Testi e L. J. V. Compagno – revisaram os casos dos espécimes KANGA e MALTA em 1996 para resolver a disputa através da realização de uma análise morfométrica abrangente dos restos desses tubarões e reexaminar de evidências fotográficas na tentativa de validar as estimativas de tamanho originais e seus achados foram consistentes com elas. Os resultados indicaram que as estimativas de P. Resiley e J. Abela são razoáveis e não podem ser descartadas.
Um tubarão-branco fêmea particularmente apelidado de "Deep Blue", estimado em 6,1 metros (20 pés), foi filmado em Guadalupe durante as filmagens do episódio de 2014 da Shark Week "Jaws Strikes Back". Deep Blue também ganharia atenção significativa mais tarde quando foi filmada interagindo com o pesquisador Mauricio Hoyas Pallida em um vídeo viral que Mauricio postou no Facebook em 11 de junho de 2015. Deep Blue foi visto mais tarde em Oahu em janeiro de 2019 enquanto procurava uma carcaça de cachalote, após o que foi filmada nadando ao lado de mergulhadores, incluindo o operador de turismo de mergulho e modelo Ocean Ramsey em águas abertas. Em julho de 2019, um pescador, J. B. Currell, estava em uma viagem para cabo Cod a partir das Bermudas com Tom Brownell quando viu um tubarão-branco a cerca de 64 quilômetros a sudeste de Martha's Vineyard. Gravando-o em vídeo, ele disse que pesava cerca de 2 300 quilos e média de 7,6 a 9,1 metros, evocando uma comparação com o tubarão fictício da obra Tubarão. O vídeo foi compartilhado com a página "Troy Dando Fishing" no Facebook. Um tubarão-branco particularmente infame, supostamente de proporções recordes, uma vez patrulhava a área que compreende a baía False, na África do Sul, e teria mais de 7 metros (23 pés) durante o início dos anos 80. Este tubarão, conhecido localmente como o "Submarino", tinha uma reputação lendária que era supostamente bem fundamentada. Embora os rumores tenham afirmado que este era exagerado em tamanho ou inexistente, relatos de testemunhas do então jovem Craig Anthony Ferreira, um notável especialista em tubarões na África do Sul, e seu pai indicam um animal incomumente grande de tamanho e poder consideráveis (embora permanece incerto o quão grande era o tubarão quando escapou da captura cada vez que foi fisgado). Ferreira descreve os quatro encontros com o tubarão-branco dos quais participou com grande detalhe em seu livro Great White Sharks On Their Best Behavior.
Um contendor em tamanho máximo entre os tubarões predadores é o tubarão-tigre (Galeocerdo cuvier). Enquanto os tubarões-tigre, que são tipicamente alguns pés menores e têm uma estrutura corporal mais magra e menos pesada do que os tubarões-brancos, foram confirmados atingindo pelo menos 5,5 metros (18 pés) de comprimento, um espécime não verificado mediu 7,4 metros (24 pés) de comprimento e pesava 3 110 quilos (6 860 libras), mais de duas vezes mais pesado que o maior espécime confirmado em 1 524 quilos (3 336). Alguns outros tubarões macropredatórios, como o tubarão-da-groenlândia (Somniosus microcephalus) e o tubarão-dormedor-do-pacífico (Somniosus pacificus), relatadamente rivalizam com os tubarões em comprimento (mas provavelmente pesam um pouco menos, pois são mais esbeltos em construção do que um grande branco) em casos excepcionais.

#### Tamanhos relatados
| Data                  | Localização                               | Tamanho relatado     | Peso relatado   | DUJP              | Tamanho dos dentes relatado | Comprimento cientificamente analisado | Comentários |
| --------------------- | ----------------------------------------- | -------------------- | --------------- | ----------------- | --------------------------- | ------------------------------------- | --- |
| 22 de maio de 1989    | Ledge Point, Austrália Ocidental          | 594.4 centímetros    | 2,052.27 quilos | 1,300 milímetros  | 51 milímetros               | 594.4 centímetros                     | Maior espécie confirmado por John. E. Randall |
| Novembro de 2001      | Mar Oriental, China                       | 602.0 centímetros    | 2,460.00 quilos | Não listado       | Não listado                 | 602.0 centímetros                     | Verificado pelo biólogo marinho Heather M Christianson |
| 17 de abril de 1952   | Streaky Bay, Austrália                    | 609.6 centímetros    | 1,360.77 quilos | Não disponível    | Não disponível              | Não disponível                        | Enorme tubarão-branco periodicamente fisgado por vários pescadores; fisgado por Alf Dean, mas quebrou a linha. Estimasse que tenha 20 pés de comprimento.                       |
| 4 de agosto de 1983   | Ilha do Príncipe Eduardo, Canadá          | 609.6 centímetros    | 2,213.78 quilos | 1,430 milímetros  | 47.5 milímetros             | 609.6 centímetros                     | Verificado pelo biólogo marinho Gordon Hubbell |
| 13 de outubro de 1956 | Maguelone, França                         | 589.0 centímetros    | Não listado     | Não listado       | Não listado                 | Não listado                           | Girth estimou em centímetros |
| 16 de junho de 1996   | Malindi, Quênia                           | 640.0 centímetros    | 2,200.00 quilos | Não listado       | Não listado                 | 570.0 centímetros                     | Shark cut apart before it could be photographed and weighed in total |
| Maio de 1945          | Cojimar, Cuba                             | 640.8 centímetros    | 3,220.5 quilos  | Não listado       | 44 milímetros               | 633.13 centímetros                    | John Randall estimou que tivesse 494.37 centímetros de comprimento, mas revisado após a análise de Maddalena                                                                    |
| 14 de maio de 1997    | Condado de Hualien, Taiuã                 | 670.0 centímetros    | 2,500 quilos    | Não listado       | Não listado                 | Não listado                           | A foto utilizado perspectiva forçada e a provavel medição seria menor |
| 1 de abril de 1987    | Ilha dos Cangurus, Austrália Meridional   | 700.0 centímetros    | 2,500 quilos    | 1,250 milímetros  | Não listado                 | 600 centímetros                       | Comprimento original de 700 centímetros não pode ser desconsiderado |
| 17 de abril de 1987   | Filfla, Malta                             | 714.0 centímetros    | 2,880 quilos    | 1,120 milímetros  | 46.9 milímetros             | 668 centímetros - 681 centímetros     | Comprimento relatado original de 714 centímetros é possível |
| Maio de 1978          | Açores                                    | 900.0 centímetros    | 4,546 quilos    | Não listado       | 76.0 milímetros             | 610 centímetros                       | Fotos examinadas por John Randall |
| Indeterminado         | False Bay, África do Sul                  | 1,310.64 centímetros | Não listado     | Não listado       | Não listado                 | Não listado                           | Referido por Lawrence G. Green em livro |
| 5 de junho de 1975    | Ilha Longa, Nova Iorque                   | 914.14 centímetros   | Não listado     | 762.00 milímetros | Não listado                 | Não listado                           | Localizado pelo capitão Paul Sundberg. Arpoado, mas fugiu, e deixou uma marca de mordida inferior de 30 polegadas fundo de seu barco                                            |
| Junho de 1978         | Montauk Point                             | 762.00 centímetros   | 1,360.78 quilos | Não listado       | Não listado                 | Não listado                           | Arpoado pelo capitão John Sweetman, rebocou o barco 30 milhas antes de se libertar. Também avistado pelo capitão Paul Sundberg e confirmado visualmente como um tubarão-branco. |
| Março de 2008         | Sandum, China                             | 1,000.00 centímetros | 2,267.96 quilos | Não listado       | Não listado                 | 614.5                                 | Peso considerado muito pequeno para um tubarão daquele tamaho, que teria que ter 9,772.37 quilos se o tamanho é preciso                                                         |
| 17 de janeiro de 2019 | Havaí                                     | 609.6 centímetros    | 2,267.96 quilos | Não listado       | Não listado                 | 609.6 centímetros                     | Deep Blue foi visto no México em 2013 e novamente no Havaí em 2019 |
| Junho de 1930         | Grand Mahan                               | 1,127.76 centímetros | 2,267.96 quilos | Não listado       | Não listado                 | 517.6 centímetros - 812.5 centímetros | John Randall estimou 517 centímetros com base em dente de 28 milímetros; o tamanho da escala com base na quantidade de óleo de fígado relatado fornece uma estimativa maior.    |
| 6 de novembro de 1987 | Cowes, Ilha de Filipe, Vitória, Austrália | 633 centímetros      | 2,306.52 quilos | Não listado       | 50.8 milímetros             | 633 centímetros                       | Estômago continha uma foca intiera. Os dentes tinham 2 centímetros de comprimento.                                                                                              |

### Adaptações

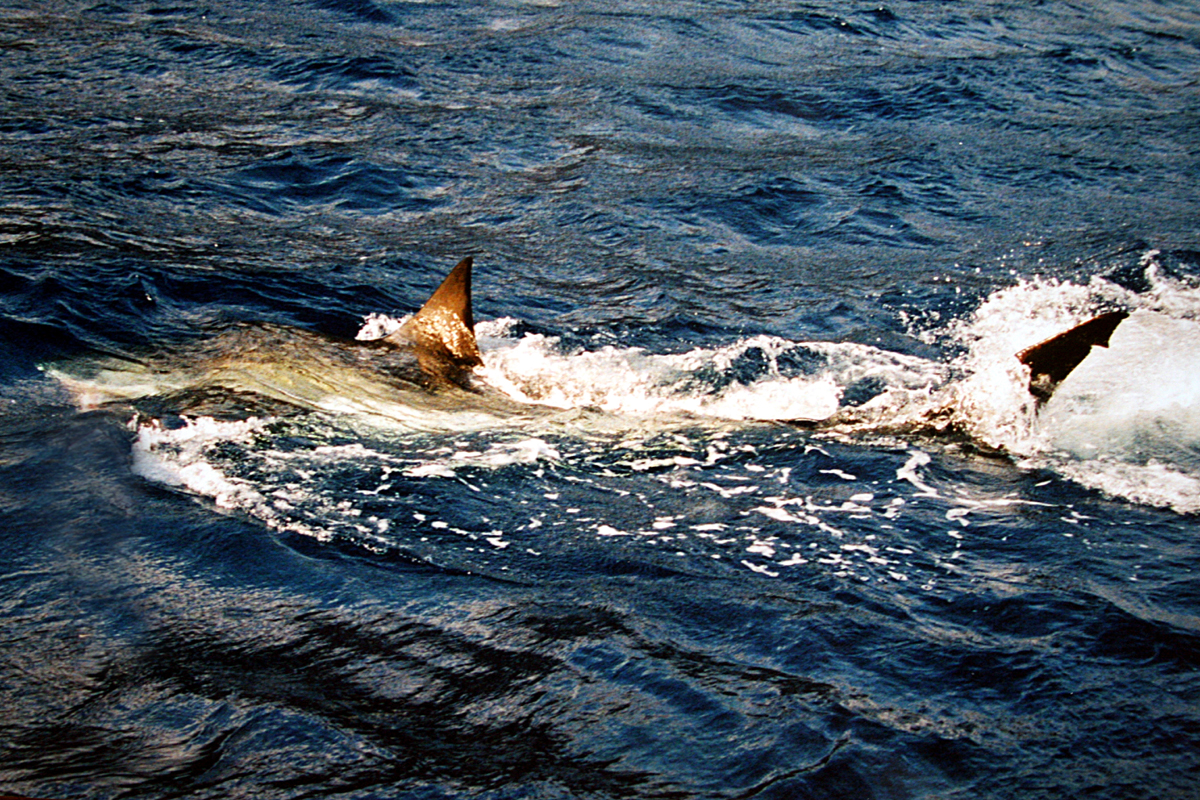
Tubarão-branco nadando

Os tubarões-brancos, como todos os outros tubarões, têm um sentido extra dado pelas ampolas de Lorenzini que lhes permite detectar o campo eletromagnético emitido pelo movimento dos animais vivos. São tão sensíveis que podem detectar variações de meio bilionésimo de volt. De perto, isso permite que o tubarão localize até mesmo animais imóveis, detectando seus batimentos cardíacos. A maioria dos peixes tem um sentido menos desenvolvido, mas semelhante, usando a linha lateral do corpo.
Para caçar com mais sucesso presas rápidas e ágeis, como leões marinhos, o tubarão-branco se adaptou para manter uma temperatura corporal mais quente que a água ao redor. Uma dessas adaptações é uma rete mirabile (latim para "rede maravilhosa"). Essa estrutura de veias e artérias em forma de teia, localizada ao longo de cada lateral do tubarão, conserva o calor aquecendo o sangue arterial mais frio com o sangue venoso que foi aquecido pelos músculos que trabalham. Isso mantém certas partes do corpo (particularmente o estômago) em temperaturas de até 14 °C (25 °F) acima da água ao redor, enquanto o coração e as brânquias permanecem à temperatura do mar. Ao conservar energia, a temperatura corporal central pode cair para corresponder ao ambiente. O sucesso de um tubarão-branco em elevar sua temperatura central é um exemplo de gigantotermia. Portanto, tubarão-branco pode ser considerado um poiquilotérmico endotérmico ou mesotérmico porque sua temperatura corporal não é constante, mas é regulada internamente. Os tubarões-brancos também contam com a gordura e os óleos armazenados em seus fígados para migrações de longa distância em áreas pobres em nutrientes dos oceanos. Estudos da Universidade de Stanford e do Aquário da baía de Monterey publicados em 17 de julho de 2013 revelaram que, além de controlar a flutuabilidade dos tubarões, o fígado dos tubarões-brancos é essencial nos padrões de migração. Tubarões que afundam mais rápido durante mergulhos à deriva utilizam suas reservas internas de energia mais rapidamente do que aqueles que afundam em um mergulho em taxas mais lentas.

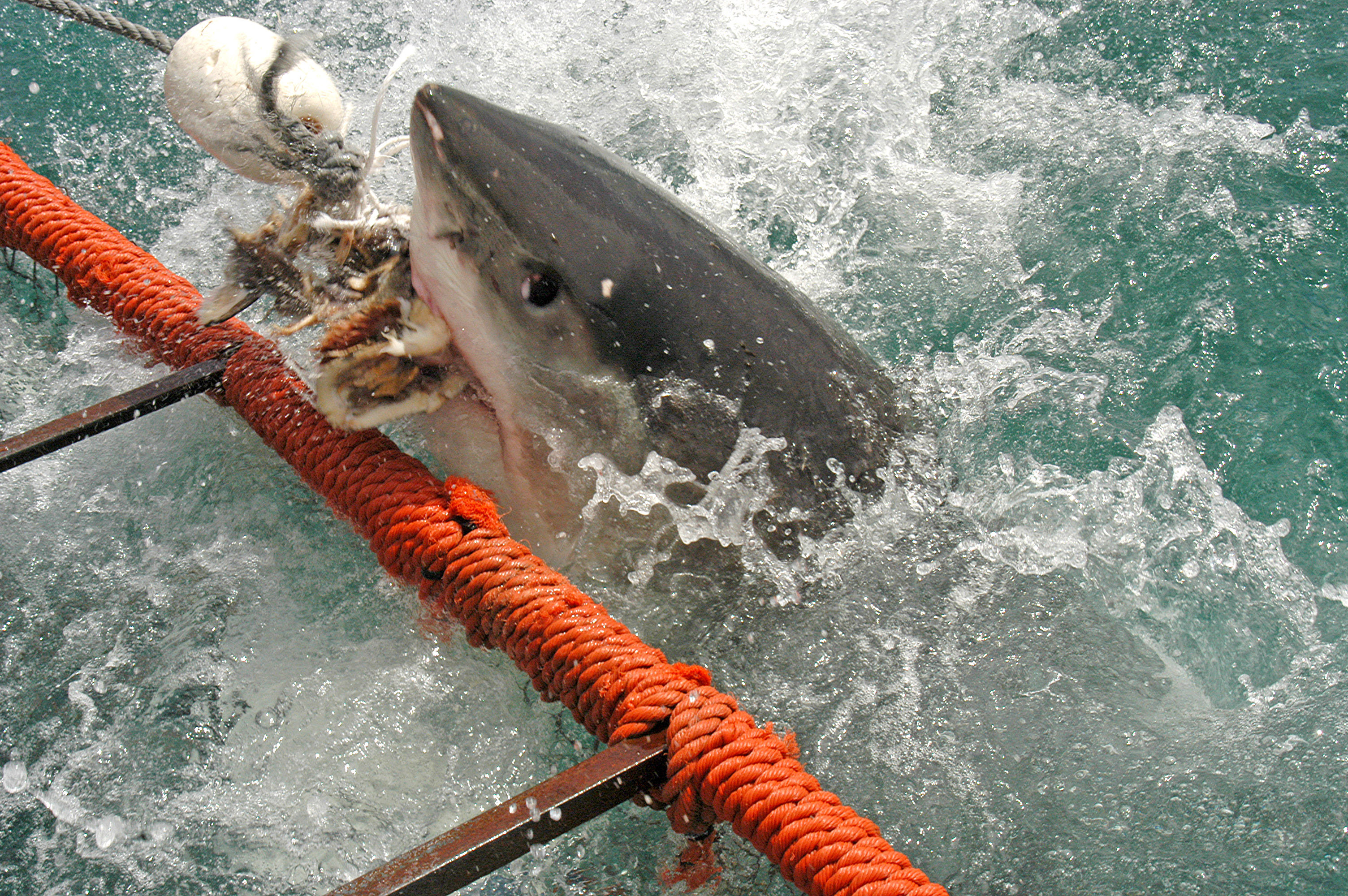
Tubarão mordendo a isca de cabeça de peixe ao lado de uma gaiola em False Bay, África do Sul

A toxicidade de metais pesados parece ter poucos efeitos negativos em tubarões-brancos. Amostras de sangue coletadas de 43 indivíduos de tamanhos, idades e sexos variados na costa sul-africana lideradas por biólogos da Universidade de Miami em 2012 indicam que, apesar dos altos níveis de mercúrio, chumbo e arsênio, não havia sinal de aumento da contagem de glóbulos brancos e das proporções de granulados para linfócitos, indicando que os tubarões tinham sistemas imunológicos saudáveis. Esta descoberta sugere uma defesa fisiológica previamente desconhecida contra o envenenamento por metais pesados. Os tubarões-brancos são conhecidos por terem uma propensão à "autocura e evitar doenças relacionadas à idade".

### Força da mordida
Um estudo de 2007 da Universidade de Nova Gales do Sul, em Sidnei, Austrália, usou tomografia computadorizada do crânio de um tubarão e modelos de computador para medir a força máxima de mordida do tubarão. O estudo revela que as forças e comportamentos em seu crânio são adaptadas para lidar e resolver teorias concorrentes sobre seu comportamento alimentar. Em 2008, uma equipe de cientistas liderada por Stephen Wroe conduziu um experimento para determinar o poder da mandíbula do tubarão-branco e as descobertas indicaram que um espécime pesando 3 324 quilos (7 328 libras) poderia exercer uma força de mordida de 18 216 newtons (4 095 lbf).

## Ecologia e comportamento

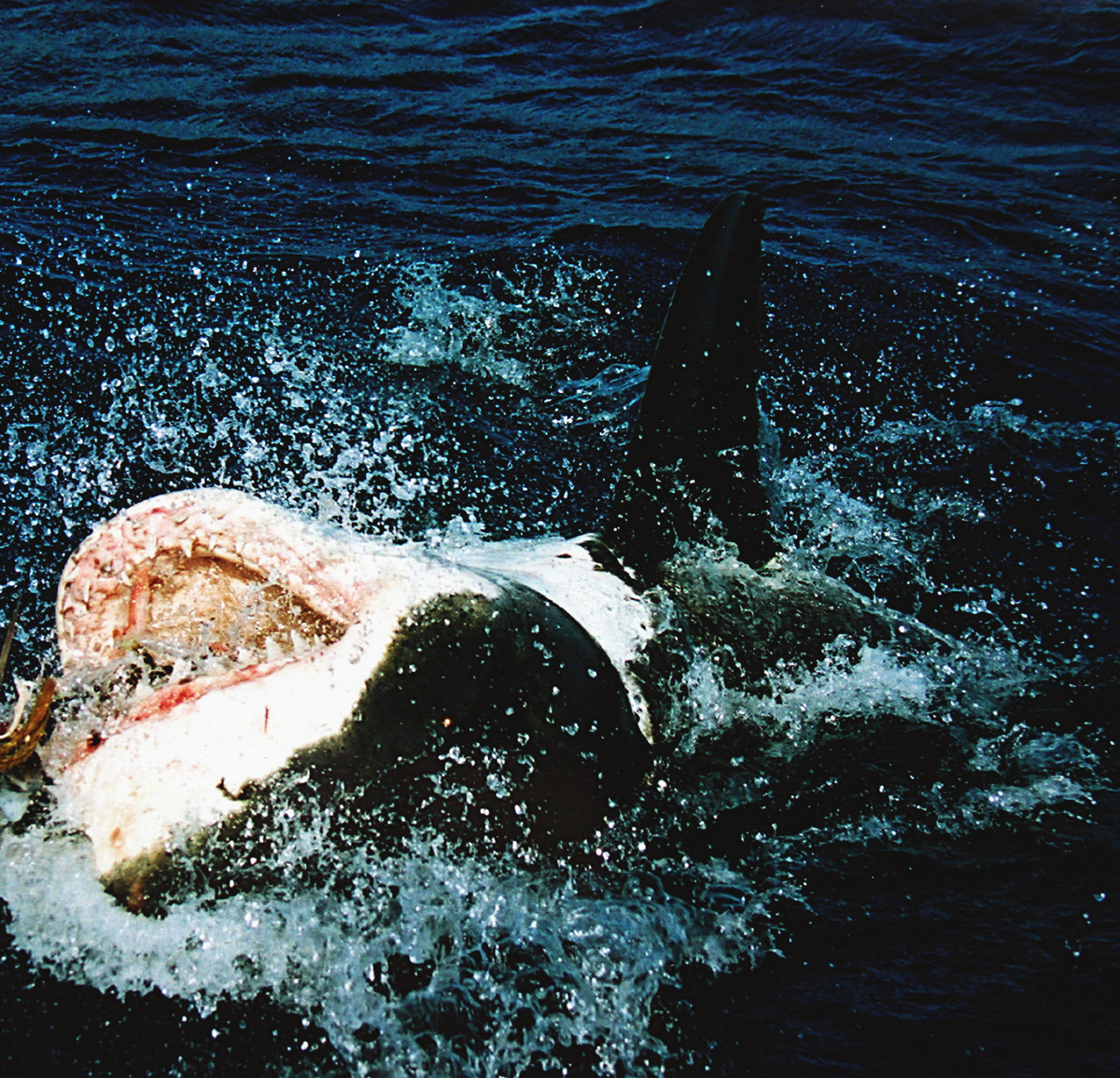
Um tubarão vira de costas enquanto caça isca de atum

O comportamento e a estrutura social deste tubarão são complexas. Na África do Sul, os tubarões-brancos têm uma hierarquia de dominância dependendo do tamanho, sexo e direitos do invasor: as fêmeas dominam os machos, os maiores dominam os menores e os residentes dominam os recém-chegados. Ao caçar, os tubarões-brancos tendem a separar e resolver conflitos com rituais e exibições. Raramente recorrem ao combate, embora alguns indivíduos tenham sido encontrados com marcas de mordida que correspondem às de outros tubarões-brancos. Isso sugere que quando um tubarão-branco se aproxima demais de outro, eles reagem com uma mordida de aviso. Outra possibilidade é que os tubarões-brancos mordam para mostrar seu domínio. Dados adquiridos de receptores de telemetria de origem animal e publicados em 2022 pela revista Royal Society Publishing sugerem que alguns indivíduos podem se associar para que possam compartilhar inadvertidamente informações sobre o paradeiro de presas ou a localização dos restos de animais que podem ser eliminados. Como o biolog pode ajudar a revelar hábitos sociais, permite uma melhor compreensão em estudos futuros sobre toda a extensão das interações sociais em grandes animais marinhos, incluindo o tubarão-branco.
O tubarão-branco é um dos poucos tubarões conhecidos por levantar regularmente a cabeça acima da superfície do mar para observar outros objetos, como presas. Isso é conhecido como salto de espionagem. Esse comportamento também foi visto em pelo menos um grupo de tubarões-de-pontas-negras-do-recife, mas isso pode ser aprendido da interação com humanos (teoriza-se que o tubarão também pode cheirar melhor dessa maneira porque o cheiro viaja pelo ar mais rápido do que pela água). Os tubarões-brancos geralmente são animais muito curiosos, exibem inteligência e também podem se socializar se a situação exigir. Na ilha das Focas, tubarões-brancos foram observados chegando e partindo em "clãs" estáveis de dois a seis indivíduos anualmente. Se os membros do clã são parentes é desconhecido, mas se dão bem pacificamente. Na verdade, a estrutura social de um clã é provavelmente mais apropriadamente comparada à de uma matilha de lobos; em que cada membro tem uma classificação claramente estabelecida e cada clã tem um líder alfa. Quando membros de clãs diferentes se encontram, estabelecem uma posição social de forma não violenta através de uma variedade de interações.

### Alimentação

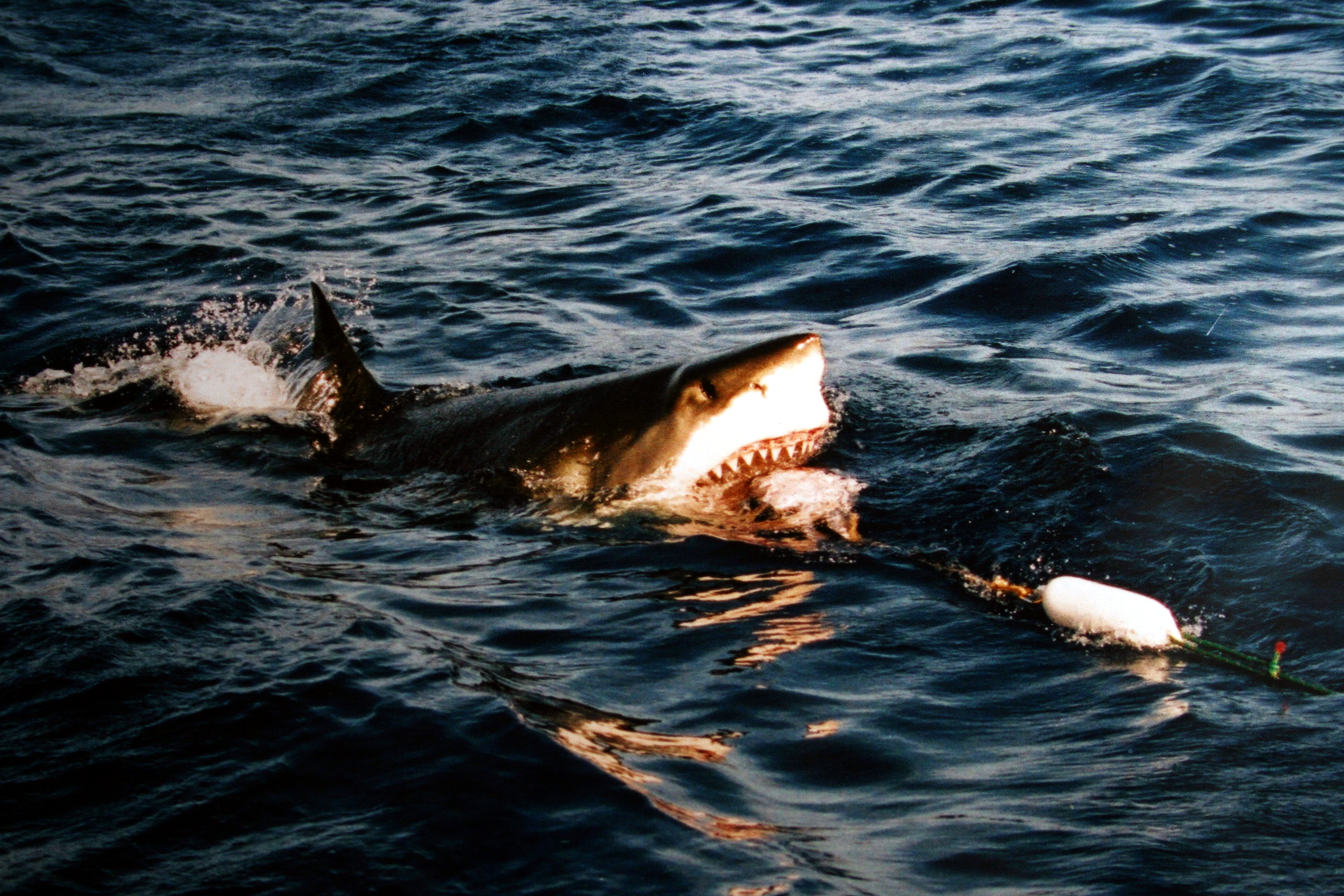
Tubarão alimentando-se, à superfície

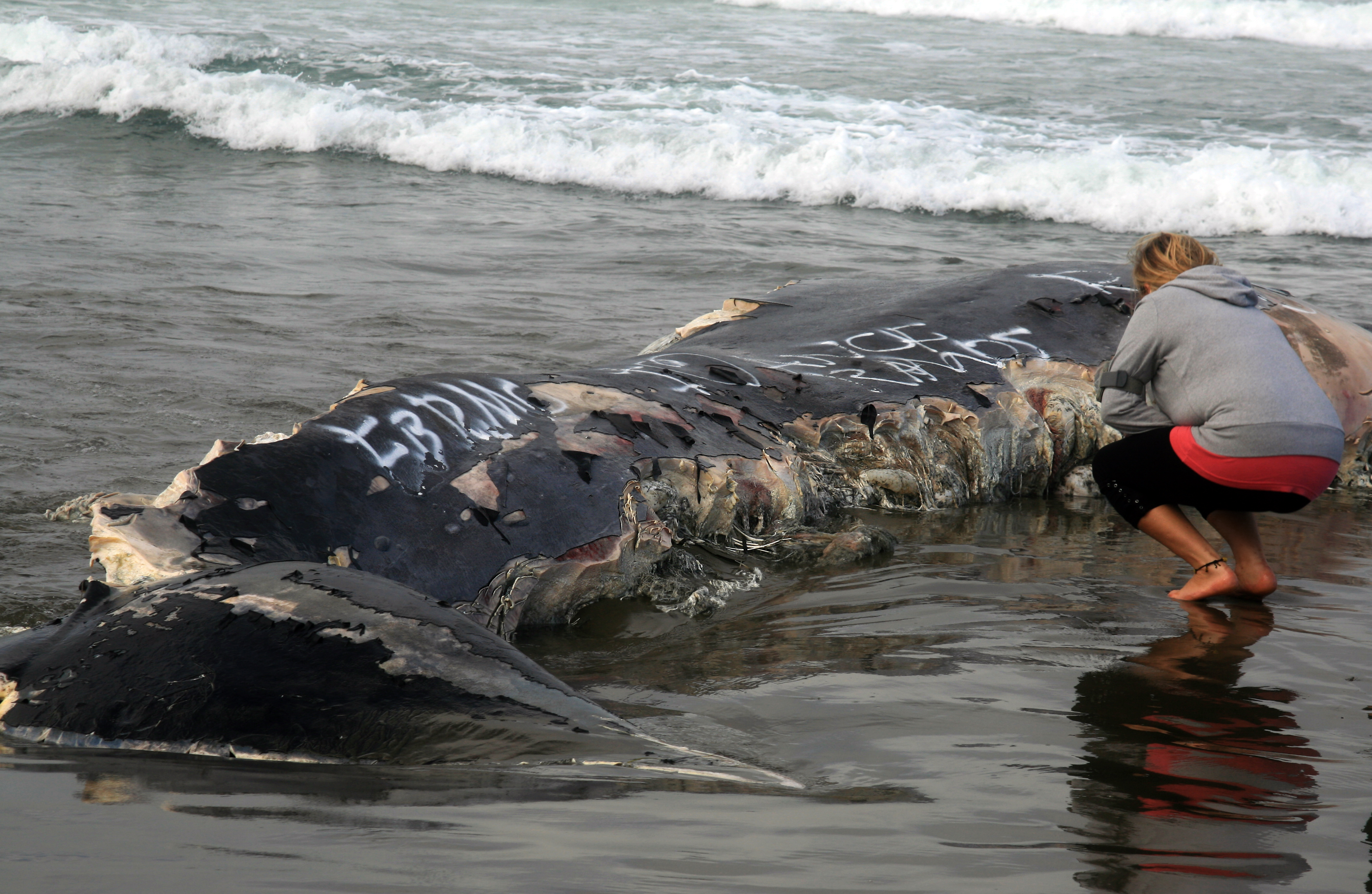
Pessoa olhando marcas de mordida de um tubarão-branco em uma carcaça de baleia encalhada

Os tubarões-brancos são carnívoros e se alimentam de peixes (por exemplo, atum, raias e outros tubarões), cetáceos (ou seja, golfinhos, botos, baleias), pinípedes (por exemplo, focas, lobos-marinhos, e leões-marinhos), tartarugas, lontras-marinhas (Enhydra lutris) e aves marinhas. Os tubarões-brancos também são conhecidos por comer objetos que são incapazes de digerir. Os juvenis atacam predominantemente peixes, incluindo outros elasmobrânquios, pois suas mandíbulas não são fortes o suficiente para suportar as forças necessárias para atacar presas maiores, como pinípedes e cetáceos, até atingirem um comprimento de 3 metros (9,8 pés) ou mais, no qual apontam que a cartilagem da mandíbula se mineraliza o suficiente para suportar o impacto de morder espécies de presas maiores. Ao se aproximar de um comprimento de quase 4 metros (13 pés), começam a se alimentar predominantemente de mamíferos marinhos, embora alguns indivíduos pareçam se especializar em diferentes tipos de presas, dependendo de suas preferências. Eles parecem ser altamente oportunistas. Esses tubarões preferem presas com alto teor de gordura rica em energia. O especialista em tubarões Peter Klimley usou um equipamento de vara e molinete e trolou carcaças de uma foca, um porco e uma ovelha de seu barco em South Farallons. Os tubarões atacaram todas as três iscas, mas rejeitaram a carcaça da ovelha.
Ao largo de Ilha Longa, False Bay, na África do Sul, os tubarões emboscam lobos-marinhos-australianos (Arctocephalus pusillus) por baixo em alta velocidade, atingindo o lobo no meio do corpo. Atingem altas velocidades que lhes permitem romper completamente a superfície da água. A velocidade máxima de rajada é estimada em mais de 40 km/h (25 mph). Eles também foram observados perseguindo presas após um ataque perdido. A presa é geralmente atacada na superfície. Os ataques de tubarão ocorrem com mais frequência pela manhã, duas horas após o nascer do sol, quando a visibilidade é ruim. Sua taxa de sucesso é de 55% nas primeiras duas horas, caindo para 40% no final da manhã, após o que a caça para.
Ao largo da Califórnia, os tubarões imobilizam elefantes-marinhos-do-norte (Mirounga angustirostris) com uma grande mordida no traseiro (que é a principal fonte de mobilidade da foca) e esperam que o elefante-marinho sangre até a morte. Esta técnica é especialmente usada em elefantes-marinhos adultos, que são tipicamente maiores que o tubarão, variando entre 1 500 e 2 000 quilos (3 300 e 4 400 libras), e são adversários potencialmente perigosos. Mais comumente, porém, elefantes-marinhos juvenis são os mais consumidos em colônias de elefantes-marinhos. A presa é normalmente atacada no abaixo da superfície. As focas-comuns (Phoca vitulina) são retiradas da superfície e arrastadas para baixo até que parem de lutar. Elas são então comidas perto do fundo. Os leões-marinhos-da-califórnia (Zalophus californianus) são emboscados por baixo e atingidos no meio do corpo antes de serem arrastados e comidos.

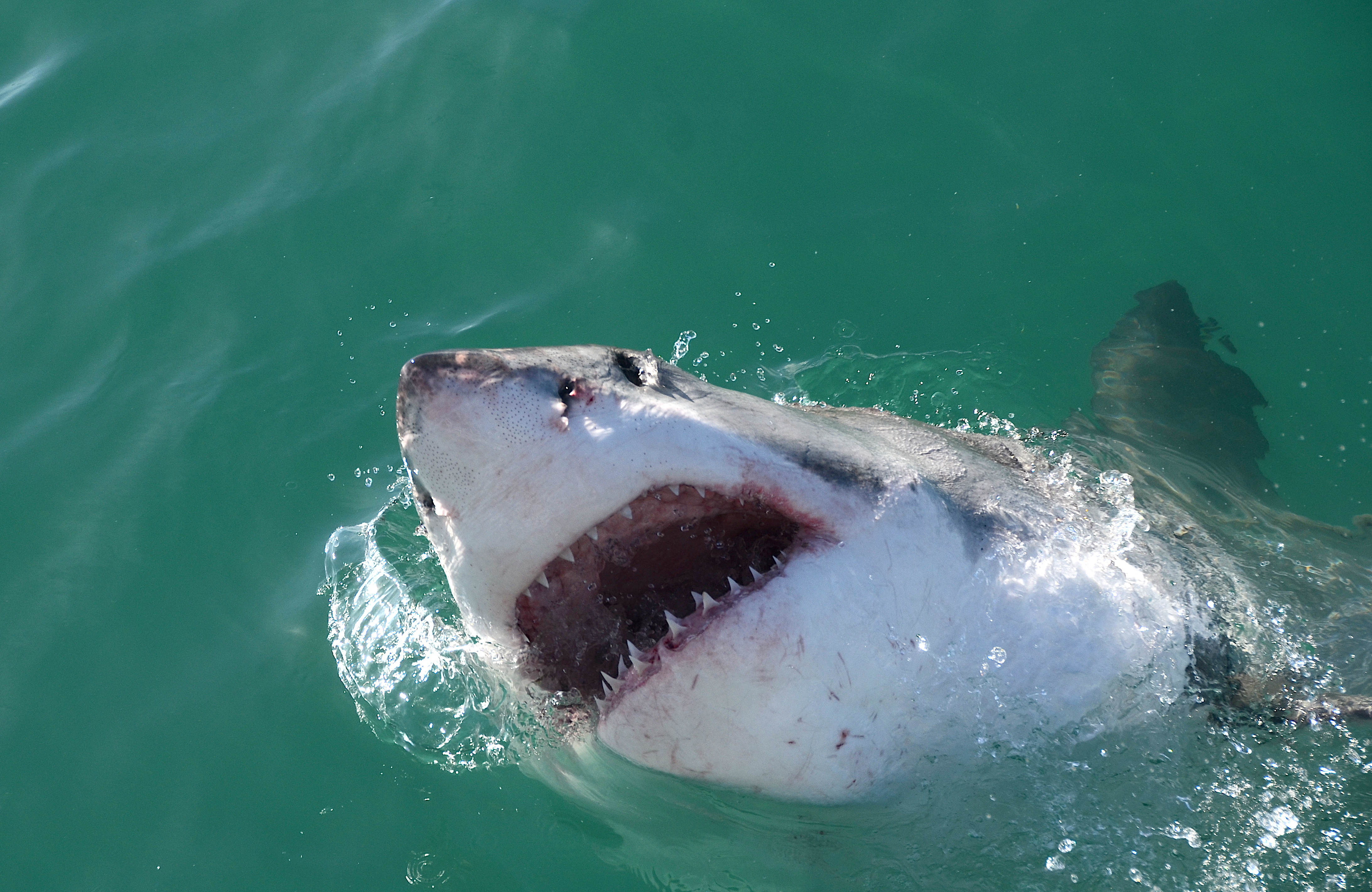
Exemplar perto de Gansbaai exibindo seus dentes

No Atlântico Noroeste, os tubarões-brancos maduros são conhecidos por se alimentarem tanto de focas-comuns quanto de focas-cinzentas (Halichoerus grypus). Ao contrário dos adultos, os tubarões-brancos juvenis na área se alimentam de espécies de peixes menores até que sejam grandes o suficiente para se alimentar de mamíferos marinhos, como focas. Os tubarões-brancos também atacam golfinhos e botos por cima, por trás ou por baixo para evitar serem detectados por sua ecolocalização. As espécies-alvo incluem golfinhos-do-crepúsculo (Sagmatias obscurus), golfinhos-de-risso (Grampus griseus), golfinhos-nariz-de-garrafa (Tursiops ssp.) golfinhos-corcunda (Sousa ssp.), toninhas-comuns (Phocoena phocoena), e botos-de-dall (Phocoenoides dalli). Grupos de golfinhos foram observados ocasionalmente se defendendo de tubarões com fazendo um círculo em torno do alvo. A predação do tubarão-branco em outras espécies de pequenos cetáceos também foi observada. Em agosto de 1989, um cachalote-pigmeu macho juvenil de 1,8 metros (5,9 pés) (Kogia breviceps) foi encontrado encalhado no centro da Califórnia com uma marca de mordida de tubarão-branco em seu pedúnculo caudal. Além disso, os tubarões-brancos atacam zifiídeos; foram observados casos em que uma baleia-bicuda-de-stejneger adulta (Mesoplodon stejnegeri), com uma massa média de cerca de 1 100 quilos (2 400 libras), e uma baleia-bicuda-de-cuvier juvenil (Ziphius cavirostris), um indivíduo estimado em 3 metros (9,8 pés), foram caçados e mortos por tubarões-brancos. Ao caçar tartarugas marinhas, elas parecem simplesmente morder a carapaça em torno de uma nadadeira, imobilizando a tartaruga. A espécie mais pesada de peixes ósseos, como o peixe-lua (Mola mola), foi encontrada em estômagos de tubarão-branco.
As carcaças de baleias constituem uma parte importante da dieta dos tubarões-brancos. No entanto, isso raramente foi observado devido à morte de baleias em áreas remotas. Estima-se que 30 quilos (66 libras) de gordura de baleia poderiam alimentar um tubarão-branco de 4,5 metros (15 pés) por 1,5 meses. Observações detalhadas foram feitas de quatro carcaças de baleias em False Bay entre 2000 e 2010. Os tubarões foram atraídos para a carcaça por detecção de produtos químicos e odor, espalhados por ventos fortes. Depois de se alimentarem inicialmente do pedúnculo caudal e barbatana da baleia, os tubarões investigavam a carcaça nadando lentamente ao redor dela e mordendo várias partes antes de selecionar uma área rica em gordura. Durante os períodos de alimentação de 15 a 20 segundos, os tubarões removeram a carne com movimentos laterais de cabeça, sem a rotação ocular protetora que empregam ao atacar presas vivas. Os tubarões foram frequentemente observados regurgitando pedaços de gordura e imediatamente retornando à alimentação, possivelmente para substituir pedaços de baixo rendimento energético por pedaços de alto rendimento energético, usando seus dentes como mecanorreceptores para distingui-los. Depois de se alimentarem por várias horas, os tubarões pareciam letárgicos, não mais nadando até a superfície; foram observados mordendo a carcaça, mas aparentemente incapazes de morder com força suficiente para remover a carne, quicavam e afundavam lentamente. Até oito tubarões foram observados se alimentando simultaneamente, esbarrando uns nos outros sem mostrar nenhum sinal de agressão; em uma ocasião, um tubarão acidentalmente mordeu a cabeça de um tubarão vizinho, deixando dois dentes presos, mas ambos continuaram a se alimentar sem serem perturbados. Indivíduos menores pairavam ao redor da carcaça comendo pedaços que se afastavam. Excepcionalmente à área, um grande número de tubarões com mais de cinco metros de comprimento foi observado, sugerindo que os maiores tubarões mudam seu comportamento para procurar baleias à medida que perdem a capacidade de manobra necessária para caçar focas. A equipe de investigação concluiu que a importância das carcaças de baleias, particularmente para os maiores tubarões-brancos, foi subestimada.
O conteúdo estomacal de tubarões-brancos também indica que tubarões-baleia juvenis e adultos também podem ser incluídos no menu do animal, embora não seja conhecido até o momento se isso é caça ativo ou restos de carniça. Em outro incidente documentado, tubarões-brancos foram observados vasculhando uma carcaça de baleia ao lado de tubarões-tigre. Em 2020, os biólogos marinhos Sasha Dines e Enrico Gennari publicaram um incidente documentado na revista Marine and Freshwater Research de um grupo de tubarões-brancos exibindo comportamento semelhante a um bando, atacando e matando com sucesso uma baleia-jubarte juvenil viva de 7 metros (23 pés). Os tubarões utilizaram a estratégia de ataque clássica usada em pinípedes ao atacar a baleia, mesmo utilizando a tática de morder e cuspir que empregam em presas menores. A baleia era um indivíduo emaranhado, muito emaciado e, portanto, mais vulnerável aos ataques dos tubarões. O incidente é a primeira documentação conhecida de tubarões-brancos matando ativamente um grande misticeto. Um segundo incidente de tubarões-brancos matando baleias-jubarte envolvendo uma única grande fêmea apelidada de Helen foi documentado na costa da África do Sul. Trabalhando sozinho, o tubarão atacou uma baleia-jubarte de 33 pés (10 metros) emaciada e emaranhada, atacando a cauda da baleia para aleijá-la antes que conseguisse afogar a baleia mordendo sua cabeça e puxando-a para debaixo d'água. O ataque foi testemunhado por drone aéreo pelo biólogo marinho Ryan Johnson, que disse que o ataque durou cerca de 50 minutos antes de o tubarão matar a baleia com sucesso. Johnson sugeriu que o tubarão pode ter planejado seu ataque para matar um animal tão grande.

### Reprodução
Pensava-se anteriormente que os tubarões-brancos atingiam a maturidade sexual por volta dos 15 anos de idade, mas agora acredita-se que demorem muito mais; os machos atingem a maturidade sexual aos 26 anos, enquanto as fêmeas levam 33 anos. Acreditava-se originalmente que a expectativa de vida máxima era de mais de 30 anos, mas um estudo do Instituto Oceanográfico Woods Hole colocou-a em mais de 70 anos. Os exames de contagem de anéis de crescimento vertebral deram uma idade máxima masculina de 73 anos e uma idade máxima feminina de 40 anos para os espécimes estudados. A maturidade sexual tardia do tubarão, a baixa taxa reprodutiva, o longo período de gestação de 11 meses e o crescimento lento o tornam vulnerável a pressões como pesca excessiva e mudanças ambientais.
Pouco se sabe sobre os hábitos de acasalamento do tubarão-branco, e o comportamento de acasalamento não havia sido observado nesta espécie até 1997 e devidamente documentado em 2020. Presumia-se anteriormente que as carcaças de baleias são um local importante para os tubarões sexualmente maduros se encontrarem. acasalamento. De acordo com o testemunho do pescador Dick Ledgerwood, que observou dois grandes tubarões-brancos acasalando na área próxima a Port Chalmers e Otago Harbour, na Nova Zelândia, teoriza-se que  acasalam em águas rasas longe das áreas de alimentação e continuamente rolam de barriga para barriga durante a cópula. O nascimento nunca foi observado, mas as fêmeas grávidas foram examinadas. Os tubarões-brancos são ovovivíparos, o que significa que os ovos se desenvolvem e eclodem no útero e continuam a se desenvolver até o nascimento. O tubarão-branco tem um período de gestação de 11 meses. As poderosas mandíbulas do filhote de tubarão começam a se desenvolver no primeiro mês. Os tubarões não nascidos participam da oofagia, na qual se alimentam de óvulos produzidos pela mãe. A entrega é na primavera e no verão. O maior número de filhotes registrados para esta espécie é de 14 filhotes de uma mãe solteira medindo 4,5 metros (15 pés) que foi morta acidentalmente em Taiuã em 2019.

### Comportamento de brecha

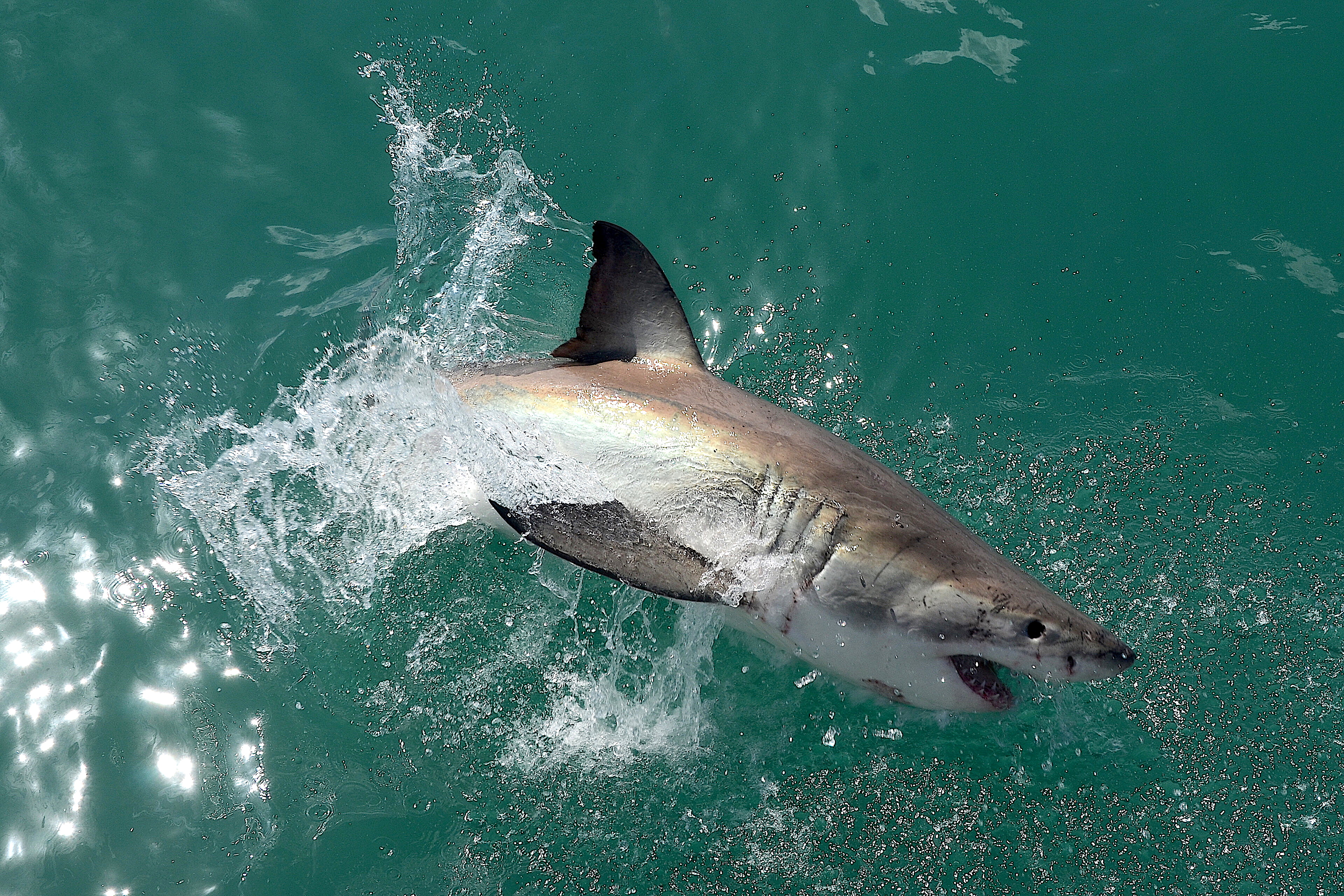
Tubarão realizando uma brecha em Gansbaai, África do Sul

Uma brecha é o resultado de uma aproximação de alta velocidade à superfície com o impulso resultante levando o tubarão parcial ou completamente para fora da água. Esta é uma técnica de caça empregada por tubarões-brancos enquanto caçam focas. Esta técnica é frequentemente usada em lobos-marinhos-australianos na ilha das Focas em False Bay, África do Sul. Como o comportamento é imprevisível, é muito difícil documentar. Foi fotografado pela primeira vez por Chris Fallows e Rob Lawrence, que desenvolveram a técnica de rebocar um chamariz de foca em movimento lento para enganar os tubarões. Entre abril e setembro, os cientistas podem observar cerca de 600 brechas. As focas nadam na superfície e os tubarões-brancos lançam seu ataque predatório das águas mais profundas abaixo. Eles podem atingir velocidades de até 40 km/h (25 mph) e às vezes podem se lançar a mais de 3 metros (10 pés) no ar. Pouco menos da metade dos ataques de brecha observados são bem-sucedidos. Em 2011, um tubarão de 3 metros de comprimento pulou em um navio oceanográfico com sete pessoas na ilha das Focas, em Mossel Bay. A tripulação estava realizando um estudo populacional usando sardinhas como isca, e o incidente foi considerado não um ataque ao barco, mas um acidente.

### Ameaças naturais

Comparação entre uma orca e um tubarão-branco

A competição interespecífica entre o tubarão-branco e a orca é provável em regiões onde as preferências alimentares de ambas as espécies podem se sobrepor. Um incidente foi documentado em 4 de outubro de 1997, nas ilhas Farallon, na Califórnia, nos Estados Unidos. Estima-se que uma orca fêmea de 4,7 a 5,3 metros (15 a 17 pés) imobilizou um tubarão-branco de 3 a 4 metros (9,8 a 13,1 pés). A orca segurou o tubarão de cabeça para baixo para induzir a imobilidade tônica e manteve o tubarão imóvel por quinze minutos, fazendo-o sufocar. A orca então começou a comer o fígado do tubarão morto. Acredita-se que o cheiro da carcaça do tubarão morto fez com que todos os tubarões-brancos da região fugissem, perdendo a oportunidade de uma ótima alimentação sazonal. Outro ataque semelhante aparentemente ocorreu lá em 2000, mas seu resultado não é claro. Após ambos os ataques, a população local de cerca de 100 tubarões-brancos desapareceu. Após o incidente de 2000, descobriu-se que um tubarão-branco com uma etiqueta de satélite submergiu imediatamente a uma profundidade de 500 metros (1 600 pés) e nadou para o Havaí.
Em 2015, um grupo de orcas foi registrado matando um tubarão-branco no sul da Austrália. Em 2017, três tubarões-brancos foram encontrados na praia perto de Gansbaai, na África do Sul, com as cavidades do corpo rasgadas e os fígados removidos pelo que provavelmente eram orcas. As orcas também geralmente impactam na distribuição de tubarões-brancos. Estudos publicados em 2019 sobre a distribuição e interações de orcas e grandes tubarões-brancos ao redor das Ilhas Farallon indicam que os cetáceos impactam negativamente os tubarões, com breves aparições de orcas fazendo com que os tubarões procurem novas áreas de alimentação até a próxima temporada. Ocasionalmente, no entanto, alguns tubarões-brancos foram vistos nadando perto de orcas sem medo.
Em maio de 2021 perto de shark bay Austrália, um tubarão branco fêmea de aproximadamente 6,2 metros foi flagrado arrancando a nadadeira esquerda de uma orca que veio a óbito alguns minutos após o ataque.

## Relações com os seres humanos

### Incidentes
De todas as espécies de tubarões, o tubarão-branco é, de longe, responsável pelo maior número de incidentes de mordida de tubarão registrados em humanos, com 272 incidentes documentados de mordidas em humanos sem provocação em 2012. Mais do que qualquer incidente de mordida documentado, o best-seller de Peter Benchley, Tubarão (Jaws), e a subsequente adaptação cinematográfica de 1975, dirigida por Steven Spielberg, deram ao tubarão-branco a imagem de ser um "devorador de homens" na mente do público. Ao contrário da crença popular, os tubarões-brancos não confundem humanos com focas. Muitos incidentes de mordida ocorrem em águas com baixa visibilidade ou outras situações que prejudicam os sentidos do tubarão. A espécie parece não gostar do sabor dos humanos, ou pelo menos acha o sabor estranho. Pesquisas adicionais mostram que podem dizer em uma mordida se o objeto vale a pena ou não. Os humanos, em sua maioria, são ossudos demais para o seu gosto. Eles preferem focas, que são gordas e ricas em proteínas.
Estudos publicados em 2021 por Ryan et al. no Journal of the Royal Society Interface sugerem que a identidade equivocada é de fato um caso para muitos incidentes de mordida de tubarão perpetrados por tubarões-brancos. Usando câmeras e imagens de focas em aquários como modelos e câmeras montadas movendo-se na mesma velocidade e ângulo de um tubarão-branco olhando para a superfície de baixo, o experimento sugere que os tubarões provavelmente são daltônicos e não podem ver em detalhes suficientes para determinar se a silhueta acima deles é um pinípede ou um humano nadando, potencialmente justificando a hipótese. Os humanos não são presas apropriadas porque a digestão do tubarão é muito lenta para lidar com a alta proporção de osso, músculo e gordura de um humano. Assim, na maioria dos incidentes de mordida de tubarão registrados, os tubarões romperam o contato após a primeira mordida. As fatalidades geralmente são causadas pela perda de sangue da mordida inicial, e não pela perda crítica de órgãos ou pelo consumo total. De 1990 a 2011, houve um total de 139 incidentes não provocados com tubarão-branco, 29 dos quais foram fatais.
No entanto, alguns pesquisadores levantaram a hipótese de que a razão da proporção de mortes ser baixa não é que os tubarões não gostem de carne humana, mas porque os humanos geralmente conseguem escapar após a primeira mordida. Na década de 1980, John McCosker, presidente de biologia aquática da Academia de Ciências da Califórnia, observou que os mergulhadores que mergulhavam sozinhos e eram mordidos por tubarões-brancos eram geralmente pelo menos parcialmente consumidos, enquanto os mergulhadores que seguiam o sistema de duplas eram geralmente resgatados por seu companheiro. McCosker e Timothy C. Tricas, um autor e um professor da Universidade do Havaí, sugerem que um padrão dos tubarões-brancos é fazer um ataque inicial devastador e depois esperar que a presa enfraqueça antes de consumir o animal ferido. A capacidade dos humanos de sair do alcance com a ajuda de outros, frustrando assim o ataque, é incomum às presas de um tubarão-branco.
No Brasil, acidentes com tubarão são registrados apenas nas praias do estado do Recife. Desde que os ataques começaram a ser registrado em 1990, quando o Porto de Suape iniciou suas operações, foram registrados de 40 a 50 acidentes, dos quais 13 foram fatais, representando menos de um óbito por ano. Comparativamente, segundo o Instituto Chico Mendes de Conservação da Biodiversidade (ICMBio), foram registrados, apenas em 2007, 635 homicífios e outros 595 assassinatos no Recife.

### Abates

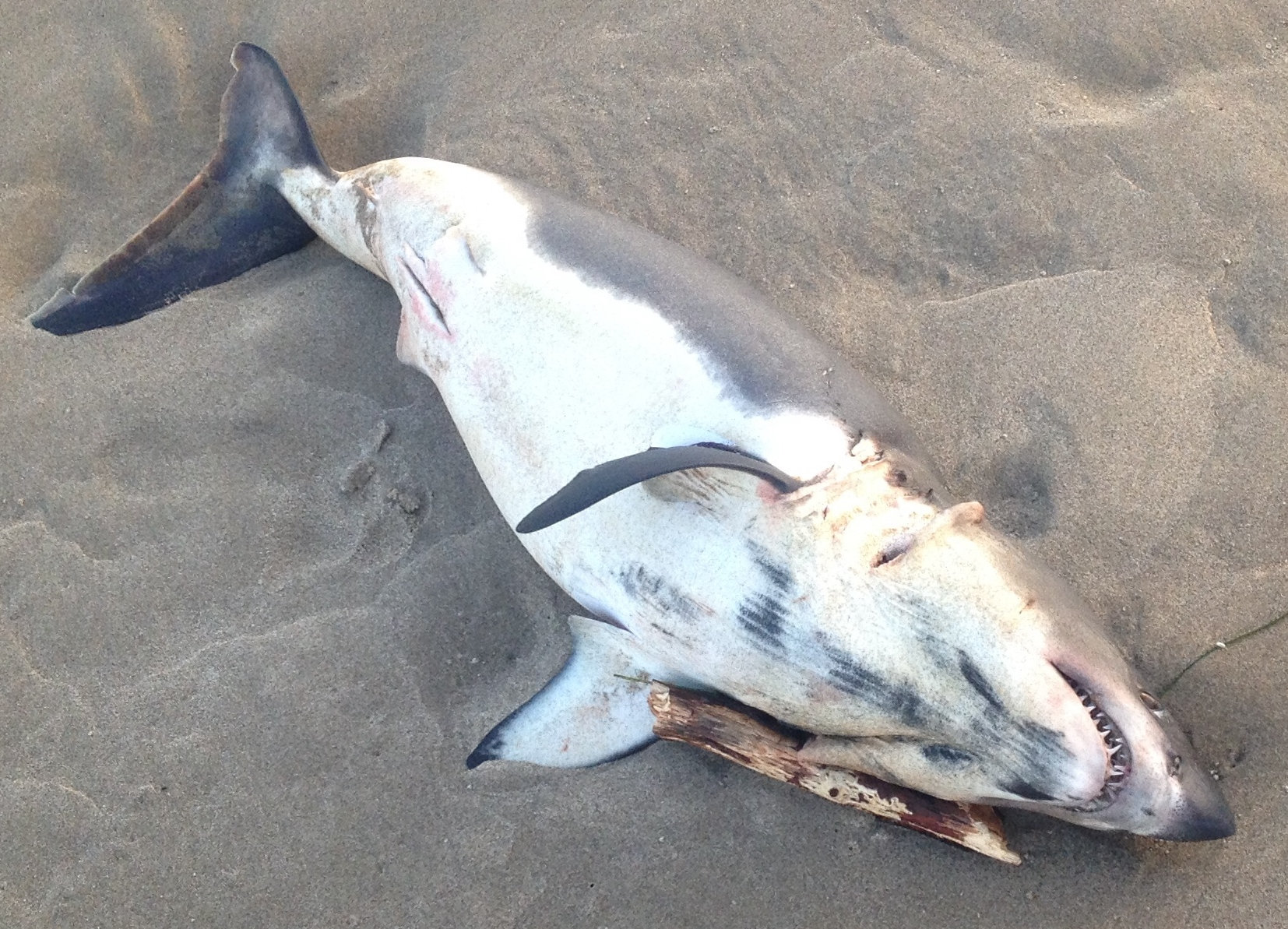
Um bebê tubarão-branco encalhado

O abate de tubarões é a morte deliberada de tubarões por um governo na tentativa de reduzir os ataques; o abate é muitas vezes chamado de "controle de tubarão". Esses programas foram criticados por ambientalistas e cientistas – dizem que esses programas prejudicam o ecossistema marinho; também dizem que tais programas são "desatualizados, cruéis e ineficazes". Muitas espécies diferentes (golfinhos, tartarugas, etc.) também são mortas nesses programas (devido ao uso de redes de tubarões e linhas de tambor) – 15 135 animais marinhos foram mortos nas redes de Nova Gales do Sul entre 1950 e 2008, e 84 mil animais marinhos foram mortos pelas autoridades de Queenslândia de 1962 a 2015.
Os tubarões-brancos são atualmente mortos em Queenslândia e Nova Gales do Sul em programas de "controle de tubarões" (abate de tubarões). Queenslândia usa redes de tubarão e linhas de tambor com anzóis, enquanto Nova Gales do Sul usa apenas redes. De 1962 a 2018, as autoridades de Queenslândia mataram cerca de 50 mil tubarões, muitos dos quais eram tubarões-brancos. Somente de 2013 a 2014, 667 tubarões foram mortos pelas autoridades de Queenslândia, incluindo tubarões-brancos. Em Queenslândia, tubarões-brancos encontrados vivos nas linhas dos tambores são baleados. Em Nova Gales do Sul, entre 1950 e 2008, um total de 577 tubarões-brancos foram mortos em redes. Entre setembro de 2017 e abril de 2018, quatorze foram mortos em Nova Gales do Sul.
Cuazulo-Natal (uma área da África do Sul) também tem um programa de controle de tubarões que mata tubarões-brancos e outras formas de vida marinha. Em um período de 30 anos, mais de 33 mil tubarões foram mortos no programa de Cuazulo-Natal, incluindo tubarões-brancos. Em 2014, o governo estadual da Austrália Ocidental liderado pelo primeiro-ministro Colin Barnett implementou uma política de matar tubarões-brancos. A política, coloquialmente conhecida como abate de tubarão da Austrália Ocidental, pretendia proteger os usuários do ambiente marinho de incidentes de mordida, após a morte de sete pessoas na costa da Austrália Ocidental nos anos de 2010-2013. Linhas de tambor com isca foram implantadas perto de praias populares usando anzóis projetados para capturar tubarões-brancos, bem como tubarões-touro e tigre. Tubarões-tubarões encontrados fisgados, mas ainda vivos, foram baleados e seus corpos descartados no mar. O governo alegou que não estava abatendo os tubarões, mas estava usando uma "estratégia de mitigação de perigos localizada e direcionada". Barnett descreveu a oposição como "ridícula" e "extrema", e disse que nada poderia fazê-lo mudar de ideia. Esta política foi recebida com ampla condenação da comunidade científica, que mostrou que as espécies responsáveis por incidentes de mordida eram notoriamente difíceis de identificar, que as linhas de tambor não conseguiram capturar tubarões-brancos, como pretendido, e que o governo também não mostrou qualquer correlação entre sua política de linha de tambor e uma diminuição nos incidentes de mordida de tubarão na região.

### Ataques em barcos
Tubarões-brancos raramente mordem e às vezes até afundam barcos. Apenas cinco dos 108 incidentes de mordida de tubarão não provocados autenticamente relatados na costa do Pacífico durante o século XX envolveram canoístas. Em alguns casos, morderam barcos de até 10 metros (33 pés) de comprimento. Bateram ou derrubaram pessoas ao mar, geralmente mordendo o barco pela popa. Em um caso em 1936, um tubarão-tubarão saltou completamente para o barco de pesca sul-africano Lucky Jim, derrubando um tripulante no mar. As observações subaquáticas de Tricas e McCosker sugerem que os tubarões são atraídos pelos barcos pelos campos elétricos que geram, que são captados pelas ampolas de Lorenzini e confundem o tubarão sobre se a presa ferida pode ou não estar próxima.

### Cativeiro
Devido às grandes quantidades de recursos necessários e ao custo subsequente para manter um tubarão-branco vivo em cativeiro, suas preferências alimentares, tamanho, natureza migratória e o estresse da captura e contenção, a exposição permanente de um tubarão-branco provavelmente será inviável. Antes de agosto de 1981, nenhum tubarão-branco em cativeiro vivia mais de 11 dias. Em agosto de 1981, um exemplo sobreviveu por 16 dias no SeaWorld San Diego antes de ser solto. O aquário da baía de Monterey tentou pela primeira vez exibir um exemplar em 1984, mas o tubarão morreu após 11 dias porque não comeu. Em julho de 2003, pesquisadores de Monterey capturaram uma pequena fêmea e a mantiveram em um grande cercado perto de Malibu por cinco dias. Tiveram o raro sucesso de conseguir que o tubarão se alimentasse em cativeiro antes de sua liberação. Somente em setembro de 2004 o aquário foi capaz de colocar um tubarão-branco em exposição ao longo prazo. Uma jovem fêmea, que foi capturada na costa de Ventura, foi mantida na exposição Outer Bay do aquário por 198 dias antes de ser libertada em março de 2005. Ela foi rastreada por 30 dias após a soltura. Na noite de 31 de agosto de 2006, o aquário introduziu um macho juvenil capturado fora da Baía de Santa Mônica.
O aquário de Monterey abrigou um terceiro exemplar, um macho juvenil, por 162 dias entre 27 de agosto de 2007 e 5 de fevereiro de 2008. Na chegada, tinha 1,4 metros (4,6 pés) de comprimento e pesava 30,6 quilos (67 libras). Cresceu para 1,8 metros (5,9 pés) e 64 quilos (141 lb) antes da soltura. Uma fêmea juvenil veio para a Outer Bay Exhibit em 27 de agosto de 2008. Enquanto nadava bem, se alimentou apenas uma vez durante sua estadia e foi marcado e liberado em 7 de setembro de 2008. Outra fêmea juvenil foi capturada perto de Malibu em 12 de agosto de 2009, introduzido na exposição Outer Bay em 26 de agosto de 2009, e foi solta com sucesso na natureza em 4 de novembro de 2009. O aquário Aquarium introduziu um macho de 1,4 metros de comprimento em sua exposição "Open Sea" redesenhada em 31 de agosto de 2011. Foi exibido por 55 dias e foi solto na natureza em 25 de outubro do mesmo ano. No entanto, foi determinado que o tubarão morreu logo após a soltura por meio de uma etiqueta eletrônica anexada. A causa da morte não é conhecida.
O Aquário de Monterey não planeja exibir mais tubarões-brancos, pois o principal objetivo de contê-los era científico. Como os dados de tubarões-brancos em cativeiro não eram mais necessários, o instituto mudou seu foco para estudar tubarões selvagens. Um dos maiores tubarões-brancos adultos já exibidos foi no Aquário Okinawa Churaumi do Japão em 2016, onde um macho de 3,5 metros (11 pés) foi exibido por três dias antes de morrer. Talvez o cativo mais famoso tenha sido uma fêmea de 2,4 metros (7,9 pés) chamada Sandy, que em agosto de 1980 se tornou o único tubarão-branco a ser alojado no Aquário Steinhart da Academia de Ciências da Califórnia em São Francisco, Califórnia. Ela foi liberada porque não comia e batia constantemente contra as paredes.

### Turismo
O mergulho em gaiola é mais comum em locais onde os grandes brancos são frequentes, incluindo a costa da África do Sul, as ilhas Netuno no sul da Austrália e a ilha de Guadalupe na Baixa Califórnia. A popularidade do mergulho em gaiola e natação com tubarões está no foco de uma indústria turística em expansão. Atualmente, iscas suspensas são ilegais na ilha de Guadalupe e operadores de mergulho respeitáveis não as usam. Operadores na África do Sul e Austrália continuam a usar iscas suspensas e iscas de pinípedes. No sul da Austrália, tocar gravações de rock debaixo d'água, incluindo o álbum Back in Black do AC/DC, também tem sido usado experimentalmente para atrair tubarões.
As empresas se opõem a serem culpadas por incidentes de mordidas de tubarão, apontando que os raios tendem a atingir os humanos com mais frequência do que os tubarões mordem os humanos. A posição deles é que mais pesquisas precisam ser feitas antes de proibir práticas de lançamento de iscas na água, que podem alterar o comportamento natural. Um compromisso é usar iscas apenas em áreas onde os tubarões-brancos patrulham ativamente de qualquer maneira, bem longe das áreas de lazer humanas. Além disso, operadores de mergulho responsáveis não alimentam tubarões. Apenas os tubarões que estão dispostos a vasculhar seguem a trilha e, se não encontrarem comida no final, o tubarão logo nada e não associa a isca a uma refeição. Tem sido sugerido que as estratégias de licenciamento do governo podem ajudar a reforçar esse turismo responsável.

## Conservação
Não está claro quanto do aumento simultâneo na pesca de tubarões-brancos causou o declínio das populações da década de 1970 até o presente. Nenhum número preciso da população global está disponível, mas o tubarão-branco agora é considerado vulnerável. Os tubarões capturados durante o longo intervalo entre o nascimento e a maturidade sexual nunca se reproduzem, dificultando a recuperação e o crescimento da população. A União Internacional para a Conservação da Natureza observa que muito pouco se sabe sobre a situação real do tubarão-branco, mas como parece incomum em comparação com outras espécies amplamente distribuídas, é considerado vulnerável. Está incluído no Apêndice II da Convenção sobre o Comércio Internacional das Espécies Silvestres Ameaçadas de Extinção (CITES), significando que o comércio internacional da espécie (incluindo partes e derivados) requer uma licença. A partir de março de 2010, também foi incluído no Anexo I do CMS Migratory Sharks MoU, que busca aumentar a compreensão e coordenação internacional à proteção de certos tubarões migratórios. Um estudo de fevereiro de 2010 de Barbara Block da Universidade de Stanford estimou que a população mundial de grandes tubarões brancos é inferior a 3 500 indivíduos, tornando a espécie mais vulnerável à extinção do que o tigre, cuja população está na mesma faixa. De acordo com outro estudo de 2014 por George H. Burgess, do Museu de História Natural da Flórida, na Universidade da Flórida, existem cerca de dois mil tubarões-brancos perto da costa da Califórnia, que é 10 vezes maior do que a estimativa anterior de 219 por Barbara Block.
Os pescadores têm como alvo muitos tubarões por suas mandíbulas, dentes e barbatanas, e como peixes de caça em geral. O tubarão-branco, no entanto, raramente é objeto de pesca comercial, embora sua carne seja considerada valiosa. Se capturado casualmente (acontece, por exemplo, em algumas almadravas no Mediterrâneo), é enganosamente vendido como Mustelus.

### Austrália
O tubarão-branco foi declarado vulnerável pelo governo australiano em 1999 devido ao declínio populacional significativo e atualmente está protegido pela Lei de Proteção Ambiental e Conservação da Biodiversidade (EPBC). As causas do declínio antes da proteção incluíam a mortalidade por pesca esportiva, bem como a captura em redes de proteção de praia. A situação nacional de conservação do tubarão-branco é refletida por todos os estados australianos sob suas respectivas leis, concedendo à espécie proteção total em toda o país, independentemente da jurisdição. Muitos estados proibiram a matança ou posse de tubarões-brancos antes da legislação nacional entrar em vigor. O tubarão-branco é ainda listado como ameaçado em Vitória sob a Lei de Garantia de Flora e Fauna, e como raro ou provável de se tornar extinto sob o Anexo 5 da Lei de Conservação da Vida Selvagem na Austrália Ocidental.
Em 2002, o governo australiano criou o Plano de Recuperação do Tubarão Branco, implementando pesquisas de conservação exigidas pelo governo e monitoramento para conservação, além de proteção federal e regulamentação mais forte das atividades comerciais e turísticas relacionadas ao tubarão. Um plano de recuperação atualizado foi publicado em 2013 para revisar o progresso, os resultados da pesquisa e implementar outras ações de conservação. Um estudo em 2012 revelou que a população de tubarões-brancos da Austrália foi separada pelo Estreito de Bass em populações orientais e ocidentais geneticamente distintas, indicando a necessidade de desenvolvimento de estratégias regionais de conservação. Atualmente, a mortalidade de tubarões causada pelo homem continua, principalmente por captura acidental e ilegal na pesca comercial e recreativa, bem como por ser capturada em redes de proteção de praia, e as populações de tubarão-branco na Austrália ainda não se recuperaram.
Acredita-se que a população australiana de grandes tubarões brancos seja superior a 8-10 mil indivíduos, de acordo com estudos de pesquisa genética feitos pela CSIRO, com uma população adulta estimada em cerca de 2 210 indivíduos na Austrália Oriental e Ocidental. A taxa de sobrevivência anual de juvenis nessas duas populações separadas foi estimada no mesmo estudo em cerca de 73%, enquanto os tubarões adultos tiveram uma taxa de sobrevivência anual de 93%. Se as taxas de mortalidade em tubarões-brancos diminuíram ou se a população aumentou como resultado da proteção desta espécie nas águas australianas ainda é desconhecida devido às lentas taxas de crescimento.

### Nova Zelândia
Em abril de 2007, os tubarões-brancos foram totalmente protegidos dentro de 370 quilômetros (230 milhas) da Nova Zelândia e, além disso, da pesca por barcos com bandeira da Nova Zelândia fora dessa faixa. A pena máxima é uma multa de 250 mil dólares e até seis meses de prisão. Em junho de 2018, o Departamento de Conservação classificou o tubarão-branco sob o Sistema de Classificação de Ameaças da Nova Zelândia como "Nacionalmente Ameaçado". A espécie atende aos critérios para esta classificação, pois existe uma população moderada e estável entre mil e cinco mil indivíduos maduros. Esta classificação tem os qualificadores "Dados Pobres" e "Ameaçados no Exterior".

### América do Norte
Em 2013, os tubarões-brancos foram adicionados à Lei de Espécies Ameaçadas da Califórnia. A partir dos dados coletados, a população no Pacífico Norte foi estimada em menos de 340 indivíduos. A pesquisa também revela que esses tubarões são geneticamente distintos de outros membros de suas espécies em outras partes da África, Austrália e costa leste da América do Norte, tendo sido isolados de outras populações. Um estudo de 2014 estimou a população de tubarões-brancos ao longo da costa da Califórnia em aproximadamente 2 400 indivíduos. Em 2015, Massachussetes proibiu a captura, mergulho em gaiolas, alimentação e iscas para sua população migratória significativa e altamente previsível sem uma permissão de pesquisa apropriada. O objetivo dessas restrições é proteger os tubarões e a saúde pública.

### Brasil
Desde 2005, o tubarão-branco é listado como vulnerável na Lista de espécies ameaçadas de extinção do Estado do Espírito Santo. Em 2010, constou como vulnerável no Livro Vermelho da Fauna Ameaçada no Estado do Paraná. Em 2014, foi incluído como vulnerável na Portaria MMA N.º 444 de 17 de dezembro de 2014 e no Livro Vermelho da Fauna Ameaçada de Extinção no Estado de São Paulo como ameaçada de sobreposição e em 2018 como vulnerável no Livro Vermelho da Fauna Brasileira Ameaçada de Extinção do Instituto Chico Mendes de Conservação da Biodiversidade (ICMBio).